# Škoda Superb
Škoda Superb je osobní automobil střední třídy a vlajková loď automobilky Škoda Auto vyráběný od roku 2001.

## První generace (B5/Typ 3U; 2001–2008)

### Historie
Sedan Superb byl představen na autosalonu ve Frankfurtu v roce 2001 pod názvem Škoda Montreux a v prosinci téhož roku se začal prodávat. K dispozici byla jedna karosářská verze a tři stupně výbavy.
První generace se vyráběla ve výrobním závodě Kvasiny, ale i na Ukrajině, v Indii, v Bosně a Kazachstánu. Byla postavena na podvozkové platformě B5, kterou sdílela například s vozem Volkswagen Passat, oproti němu měla o 10 cm delší rozvor. Takto prodloužený podvozek vznikl původně pro Čínu, kde podnik Šanghaj-VW vyráběl Passat, který poskytl více prostoru na zadních sedadlech a menším Asiatům tak velkoryse umožnil vůz použít s řidičem. V roce 2002 byl (opět v Ženevě) představen koncept Škoda Tudor, sportovní kupé, které ze Superbu vychází, ale do výroby se nikdy nedostalo.
Roku 2006 došlo k omlazení modelu.
Zákazníkům bylo dodáno 133 955 vozů, přičemž hranice 100 000 vyrobených vozů byla překročena 17. srpna 2006.
V roce 2005 Volkswagen v Číně uvedl na trh Volkswagen Passat Lingyu, který karosářsky i technikou vycházel z první generace Škody Superb, pouze přední a zadní část vozu byla změněna v duchu ostatních modelů vyráběných pod značkou Volkswagen. Passat Lingyu se dočkal modernizace v roce 2009, ale i po ní zůstaly v nabídce motory a další součásti shodné s první generací Superbu.

### První generace před faceliftem (2001–2006)
1. prosince roku 2001 byl vůz uveden na trh. O pohon se zprvu staraly tři zážehové a dva vznětové motory. Paleta zážehových zahrnovala čtyřválcové jednotky o objemu 2,0 litru s výkonem 85 kW, 1,8 T (110 kW) a šestiválec o objemu 2,8 litru s výkonem 142 (pro některé trhy 140) kW. Kdo preferoval naftu, mohl vybírat mezi čtyřválcem 1,9 TDI o výkonu 96 kW a dvouapůllitrovým šestiválcem o 114 kilowattech.
Rok 2002 obohatil nabídku vznětových motorů o agregát 1,9 TDI, tentokrát s výkonem 74 kW. Rovněž došlo k vylepšení choulostivé přední nápravy, kde byla původně hliníková příčná ramena nahrazena ocelovými.
V roce 2003 došlo k modernizaci vznětového šestiválce. Ten se zbavil značného turboefektu, jeho výkon vzrostl až na 120 kW a splňoval již emisní normu Euro 4. Též byly modernizovány pětistupňové i šestistupňové převodovky.
Ke zvýšení variability interiéru došlo roku 2004. Automobil dostal možnost sklopení zadních sedadel, základní objem zavazadlového prostoru se mírně zvýšil z 462 na 480 litrů, po sklopení zadních opěradel (v poměru 1:3 a 2:3) činil objem až 945 litrů.
Psal se rok 2005 a vozidlo doznalo dalších změn. Především se dočkalo nového volantu a doplnění výbavy. Kromě standardní verze podvozku byla k dispozici i snížená či zvýšená. Vůz dostal také účinnější přední brzdy a zadní část se sklopnými sedadly byla speciálně vyztužena. Taktéž přibyly dva přeplňované vznětové motory. Tím prvním byl motor 1,9 TDI s výkonem 77 kW, druhým pak dvoulitr se 103 kilowatty a filtrem pevných částic. Pro neplnění emisní normy Euro 4 se naopak z nabídky vytratily turbodiesely o výkonech 74 a 96 kW.

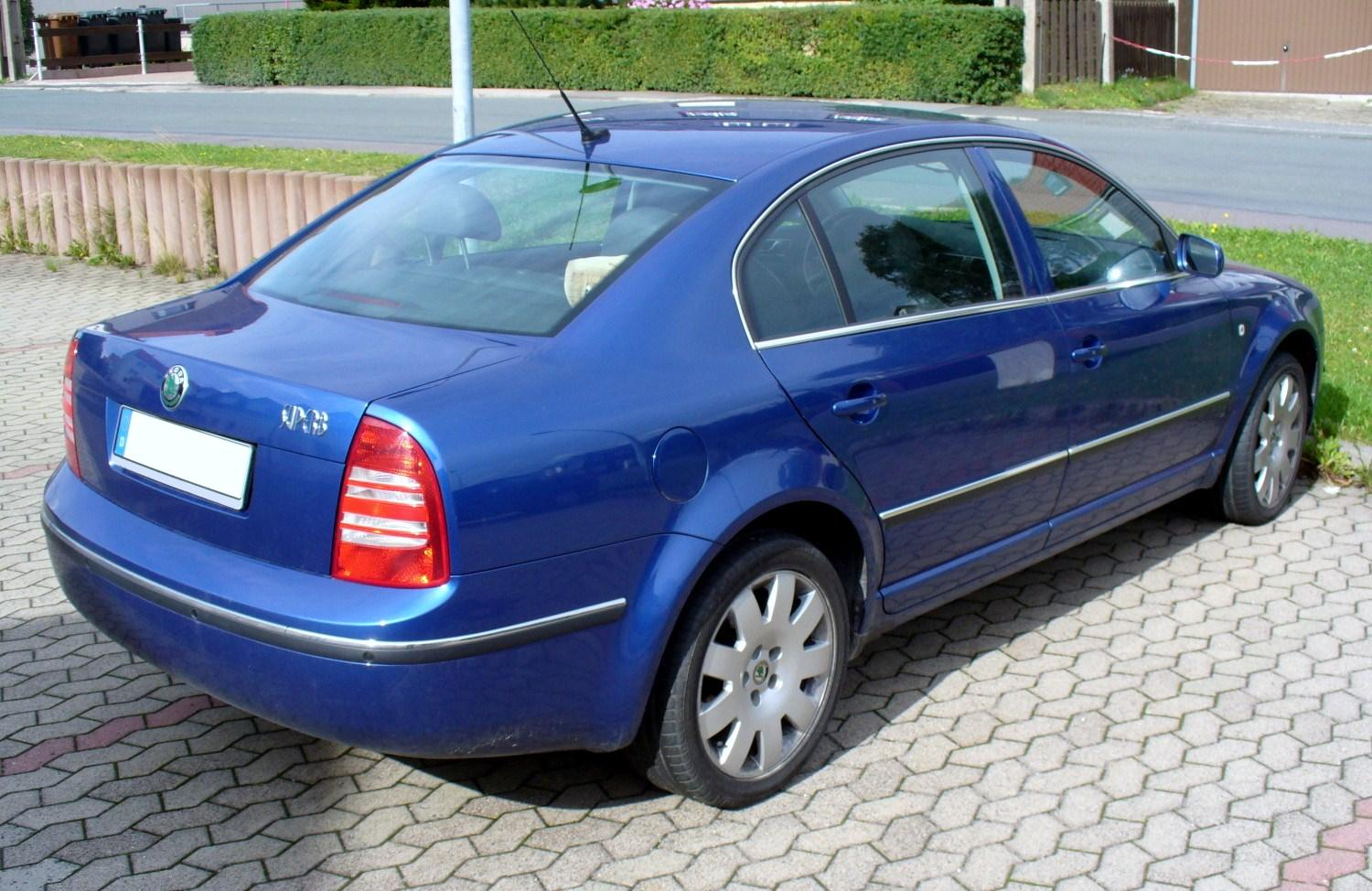
Škoda Superb I (2001–2006)
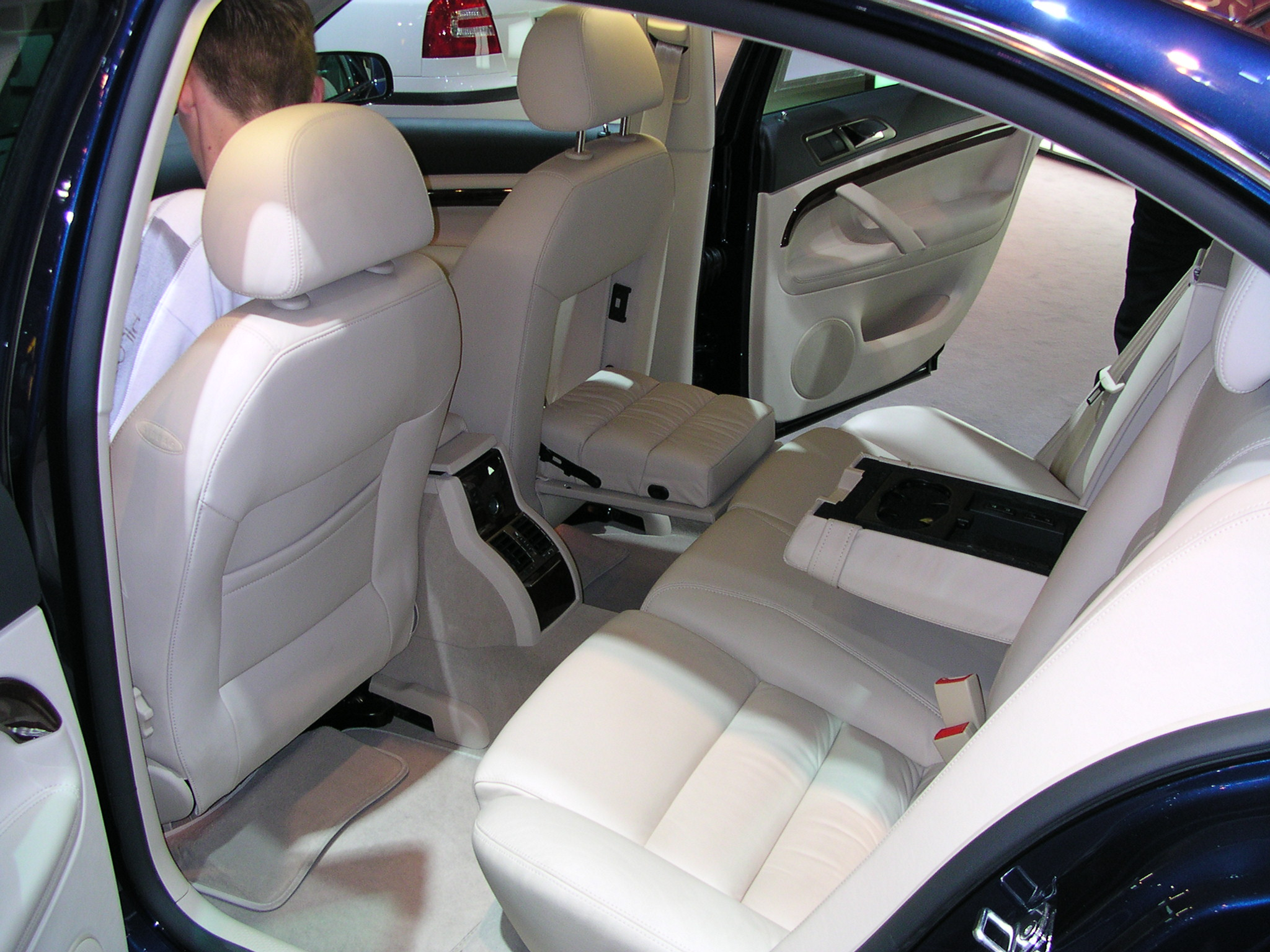
Pohled do interiéru
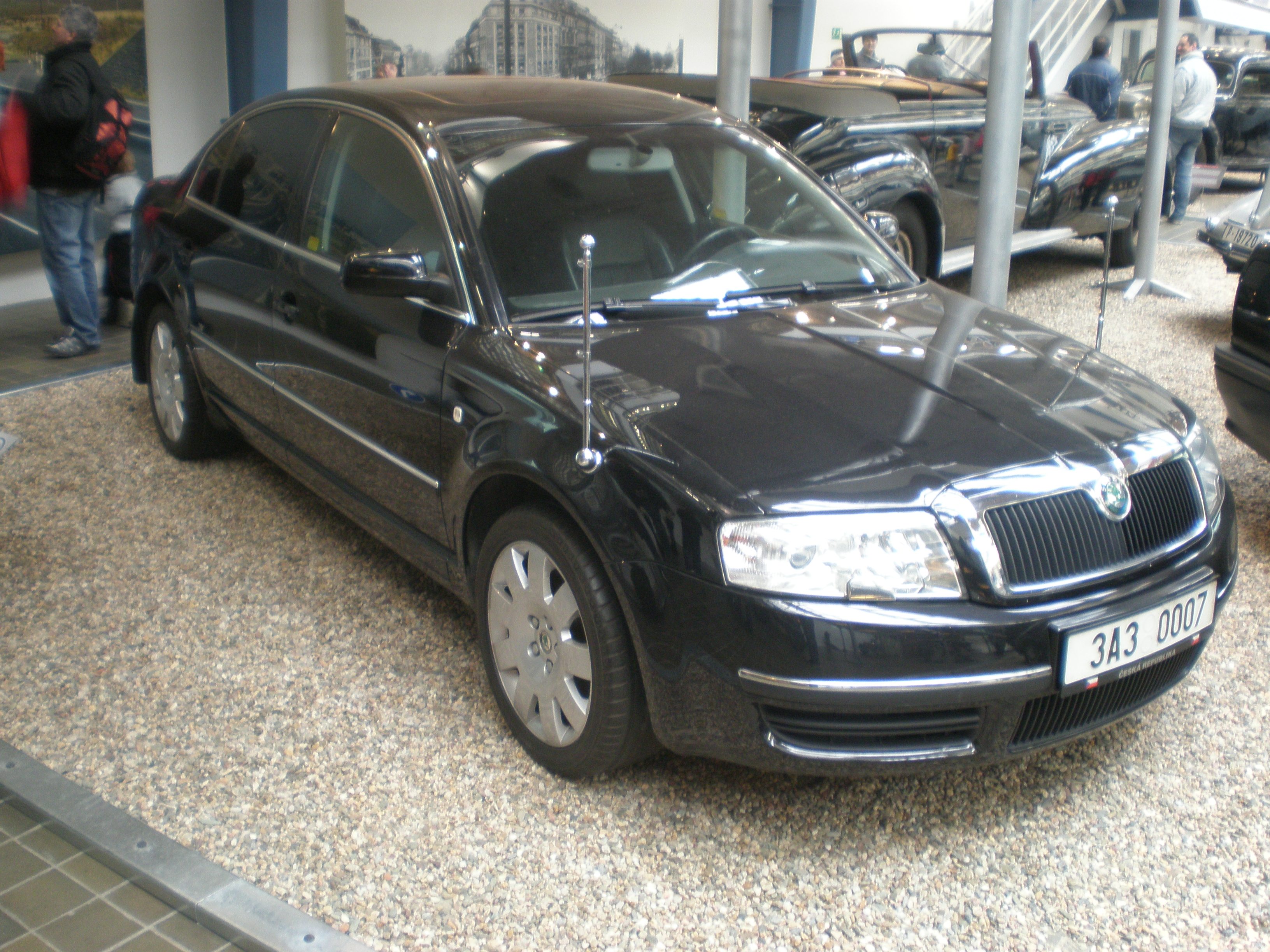
Škoda Superb I z roku 2003 určená pro prezidenta České republiky, Václava Klause
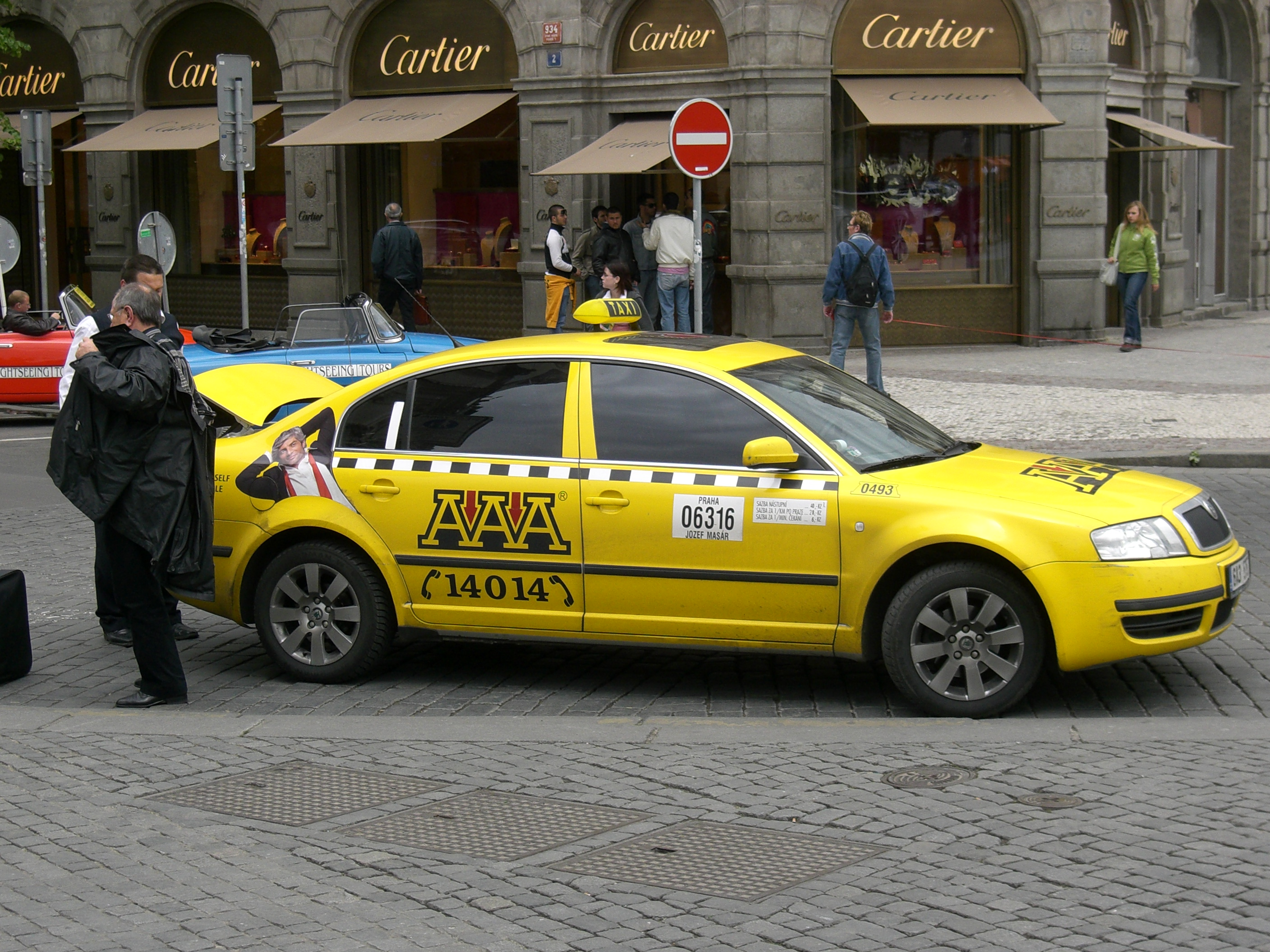
Škoda Superb I jako pražské taxi

#### Bezpečnost
Nárazovými testy Euro NCAP prošla první generace Superbu v roce 2003, konkrétně s motorem 1,9 TDI a ve výbavě Comfort. Za ochranu dospělé posádky si odnesl celkem 26 bodů, což znamenalo výsledek čtyř z pěti hvězdiček.

#### Převodovky
Standardně byl automobil k mání s manuální pětistupňovou, u některých motorizací šestistupňovou převodovkou. K vybraným pohonným jednotkám byla za příplatek dodávána pětistupňová automatická převodovka Tiptronic.

#### Motory
| Model           | Kód motoru      | Počet válců     | Počet ventilů   | Ventilový rozvod | Vrtání × zdvih [mm] | Zdvihový objem [cm3] | Kompresní poměr | Příprava směsi  | Přeplňování     | EGR             | Doporučené palivo | Max. výkon [kW (k) při ot./min] | Max. točivý moment [Nm při ot./min] | Období výroby   |
| Zážehové motory | Zážehové motory | Zážehové motory | Zážehové motory | Zážehové motory  | Zážehové motory     | Zážehové motory      | Zážehové motory | Zážehové motory | Zážehové motory | Zážehové motory | Zážehové motory   | Zážehové motory                 | Zážehové motory                     | Zážehové motory |
| --------------- | --------------- | --------------- | --------------- | ---------------- | ------------------- | -------------------- | --------------- | --------------- | --------------- | --------------- | ----------------- | ------------------------------- | ----------------------------------- | --------------- |
| 1,8 20V turbo   | AWT             | R4              | 20V             | DOHC             | 81,0 × 86,4         | 1781                 | 9,3:1           | MPI             | T, IC           | ano             | BA 95 B           | 110 (150) při 5700              | 210 při 1750–4600                   | 12/2001–08/2006 |
| 2,0 MPI         | AZM             | R4              | 8V              | SOHC             | 82,5 × 92,8         | 1984                 | 10,3:1          | MPI             | ne              | ne              | BA 95 B           | 85 (115) při 5400               | 172 při 3500                        | 12/2001–08/2006 |
| 2,8 V6 30V      | BBG             | V6              | 30V             | 2 × DOHC         | 82,5 × 86,4         | 2771                 | 10,1:1          | MPI             | ne              | ne              | BA 95 B           | 140 (190) při 6000              | 260 při 3000                        | 12/2001–08/2006 |
| 2,8 V6 30V      | AMX             | V6              | 30V             | 2 × DOHC         | 82,5 × 86,4         | 2771                 | 10,6:1          | MPI             | ne              | ne              | BA 98 B           | 142 (193) při 6000              | 280 při 3200                        | 12/2001–08/2006 |
| Vznětové motory |                 |                 |                 |                  |                     |                      |                 |                 |                 |                 |                   |                                 |                                     |                 |
| 1,9 TDI         | AVB             | R4              | 8V              | SOHC             | 79,5 × 95,5         | 1896                 | 19,0:1          | DI–PD           | VGT, IC         | ano             | NM CN 49          | 74 (101) při 4000               | 250 při 1900                        | 06/2002–10/2005 |
| 1,9 TDI         | BSV             | R4              | 8V              | SOHC             | 79,5 × 95,5         | 1896                 | 19,0:1          | DI–PD           | VGT, IC         | ano             | NM CN 49          | 77 (105) při 4000               | 250 při 1900                        | 10/2005–08/2006 |
| 1,9 TDI         | AWX             | R4              | 8V              | SOHC             | 79,5 × 95,5         | 1896                 | 19,0:1          | DI–PD           | VGT, IC         | ano             | NM CN 49          | 96 (130) při 4000               | 285 při 1750–2500                   | 12/2001–10/2005 |
| 1,9 TDI         | AVF             | R4              | 8V              | SOHC             | 79,5 × 95,5         | 1896                 | 19,0:1          | DI–PD           | VGT, IC         | ano             | NM CN 49          | 96 (130) při 4000               | 310 při 1900                        | 01/2004–10/2005 |
| 2,0 TDI DPF     | BSS             | R4              | 8V              | SOHC             | 81,0 × 95,5         | 1968                 | 18,5:1          | DI–PD           | VGT, IC         | ano             | NM CN 49          | 103 (140) při 4000              | 320 při 1750–2500                   | 10/2005–08/2006 |
| 2,5 TDI V6 24V  | AYM             | V6              | 24V             | 2 × DOHC         | 78,3 × 86,4         | 2496                 | 18,5:1          | DI–VEP          | VGT, 2 × IC     | ano             | NM CN 49          | 114 (155) při 4000              | 310 při 1400–3500                   | 12/2001–08/2003 |
| 2,5 TDI V6 24V  | BDG             | V6              | 24V             | 2 × DOHC         | 78,3 × 86,4         | 2496                 | 18,5:1          | DI–VEP          | VGT, 2 × IC     | ano             | NM CN 49          | 120 (163) při 4000              | 350 při 1500–3000                   | 08/2003–08/2006 |

#### Provozní vlastnosti
| Model           | Kód motoru      | Pohon           | Převodovka      | Zrychlení (0–100 km/h) [s] | Max. rychlost [km/h] | Spotřeba paliva (město / mimo město / kombinovaná) [l/100 km] | Přibližný dojezd (při dané spotřebě paliva) [km] | Emise CO2 (kombinované) [g/km] | Emisní norma    |
| Zážehové motory | Zážehové motory | Zážehové motory | Zážehové motory | Zážehové motory            | Zážehové motory      | Zážehové motory                                               | Zážehové motory                                  | Zážehové motory                | Zážehové motory |
| --------------- | --------------- | --------------- | --------------- | -------------------------- | -------------------- | ------------------------------------------------------------- | ------------------------------------------------ | ------------------------------ | --------------- |
| 1,8 20V turbo   | AWT             | přední          | 5° M            | 9,5                        | 216                  | 11,5 / 6,5 / 8,3                                              | 539 / 954 / 747                                  | 199                            | Euro 4          |
| 1,8 20V turbo   | AWT             | přední          | 5° A            | 10,9                       | 212                  | 13,5 / 7,1 / 9,5                                              | 459 / 873 / 653                                  | 228                            | Euro 4          |
| 2,0 MPI         | AZM             | přední          | 5° M            | 11,6                       | 197                  | 11,9 / 6,5 / 8,5                                              | 521 / 954 / 729                                  | 204                            | Euro 4          |
| 2,8 V6 30V      | BBG             | přední          | 5° A            | 9,8                        | 230                  | 15,6 / 7,4 / 10,4                                             | 397 / 838 / 596                                  | 250                            | Euro 2          |
| 2,8 V6 30V      | AMX             | přední          | 5° M            | 8,0                        | 237                  | 14,0 / 7,1 / 9,6                                              | 443 / 873 / 646                                  | 230                            | Euro 4          |
| 2,8 V6 30V      | AMX             | přední          | 5° A            | 9,4                        | 232                  | 15,6 / 7,6 / 10,5                                             | 397 / 816 / 590                                  | 253                            | Euro 4          |
| Vznětové motory |                 |                 |                 |                            |                      |                                                               |                                                  |                                |                 |
| 1,9 TDI         | AVB             | přední          | 5° M            | 13,2                       | 189                  | 7,1 / 4,6 / 5,5                                               | 873 / 1348 / 1127                                | –                              | Euro 3          |
| 1,9 TDI         | BSV             | přední          | 5° M            | 12,2                       | 192                  | 7,4 / 4,9 / 5,8                                               | 838 / 1265 / 1069                                | 153                            | Euro 4          |
| 1,9 TDI         | AWX             | přední          | 5° M            | 10,4                       | 205                  | 7,9 / 4,6 / 5,8                                               | 785 / 1348 / 1069                                | 153                            | Euro 3          |
| 1,9 TDI         | AVF             | přední          | 5° A            | 11,7                       | 202                  | 10,0 / 5,5 / 7,1                                              | 620 / 1127 / 873                                 | 188                            | Euro 3          |
| 2,0 TDI DPF     | BSS             | přední          | 6° M            | 9,9                        | 215                  | 8,4 / 5,2 / 6,4                                               | 738 / 1192 / 969                                 | 169                            | Euro 4          |
| 2,5 TDI V6 24V  | AYM             | přední          | 6° M            | 9,5                        | 219                  | 10,0 / 5,4 / 7,0                                              | 620 / 1148 / 886                                 | 189                            | Euro 3          |
| 2,5 TDI V6 24V  | AYM             | přední          | 5° A            | 10,4                       | 213                  | 11,2 / 5,7 / 7,7                                              | 554 / 1088 / 805                                 | 208                            | Euro 3          |
| 2,5 TDI V6 24V  | BDG             | přední          | 6° M            | 9,2                        | 223                  | 9,9 / 5,4 / 7,0                                               | 626/ 1148 / 886                                  | 185                            | Euro 4          |
| 2,5 TDI V6 24V  | BDG             | přední          | 5° A            | 10,3                       | 217                  | 11,5 / 5,8 / 7,8                                              | 539 / 1069 / 795                                 | 206                            | Euro 4          |

Provozní vlastnosti se mohou mírně lišit, například v závislosti na výbavě vozu.

#### Výbavové stupně
Superb první generace byl do roku 2006 nabízen ve třech výbavových stupních: Classic, Comfort a Elegance.

##### Classic
Již v základním výbavovém stupni Classic výrobce standardně nabízel airbag řidiče s přitahovači předních bezpečnostních pásů, airbag spolujezdce, boční airbagy, tříbodové výškově nastavitelné přední bezpečnostní pásy, tři tříbodové bezpečnostní pásy vzadu (na vnějších místech s přitahovači), výškově a sklopně nastavitelné přední opěrky hlavy, tři zadní opěrky hlavy (na vnějších místech výškově nastavitelné), přípravu pro uchycení dvou dětských sedaček s bezpečnostním systémem Isofix, ABS+EDS (pro motorizace 2,0/85 kW, 1,8 Turbo/110 kW), ABS+EDS+ASR+MSR (pro motorizaci 1,9 TDI-PD/96 kW), ABS+EDS+ASR+MSR+ESP (pro motorizace 2,8 V6 30V/142 kW, 2,5 TDI V6/114 kW), imobilizér, štítek s VIN kódem, přerušení přívodu paliva při nárazu, signalizaci nezapnutí bezpečnostního pásu řidiče, mlhové světlomety integrované do hlavních světlometů, třetí brzdové světlo, bezpečnostní odrazky na výplních předních a zadních dveří, výstražný trojúhelník ve výplni víka zavazadlovém prostoru, čtyřramenný volant 370 mm (nastavitelný ve dvou osách), „aerostěrače“ s cyklovačem, odkládací schránku v přístrojové desce u spolujezdce (uzamykatelnou, osvětlenou, se dvěma integrovanými držáky nápojů, klimatizovanou), odkládací schránku ve středové konzole, dva integrované držáky nápojů ve středové konzole, odkládací schránky ve výplních předních a zadních dveří, odkládací kapsy na zadní straně opěradel předních sedadel, Jumbo Box s nastavitelnou loketní opěrkou mezi předními sedadly s klimatizovaným odkládacím prostorem, sklopnou loketní opěrku mezi zadními sedadly s odkládacím prostorem a dvěma integrovanými držáky nápojů, multifunkční ukazatel (palubní počítač, u motoru V6 Maxi-DOT, s těmito funkcemi: aktuální čas, vnější teplota, okamžitá spotřeba, průměrná spotřeba, ujetá vzdálenost, doba jízdy, průměrná rychlost, dojezd), osvětlení prostoru pro nohy vpředu, vnitřní osvětlení s kontakty na všech dveřích, zelené prosvětlení přístrojů, regulaci intenzity osvětlení přístrojů, zvukovou signalizaci nevypnutých světel a nezavřených dveří, signalizaci poklesu hladiny náplně ostřikovačů, střední sluneční clonu, upínací oka v zavazadlovém prostoru, odkládací schránky po stranách zavazadlového prostoru, sklopné háčky na uchycení zavazadel v zavazadlovém prostoru, osvětlení zavazadlového prostoru, zásuvku na 12V v zavazadlovém prostoru, otevírání zavazadlového prostoru z místa řidiče, elektromagnetické ovládání krytky palivové nádrže z místa řidiče, chromovaný kryt nakládací hrany zavazadlového prostoru, vyhřívané zadní sklo, plnohodnotné ocelové rezervní kolo, centrální zamykání s dálkovým ovládáním a sklopným klíčkem, SAFE – systém, klimatizaci s mechanickou regulací a pachovým filtrem, systém „Coming Home“, sklopnou neodnímatelnou střešní anténu, přípravu pro rádio (anténa + 4 reproduktory vpředu + 4 reproduktory vzadu), výškově nastavitelné sedadlo řidiče a spolujezdce, bederní opěry v sedadlech řidiče a spolujezdce, tónovaná skla, difuzní osvětlení interiéru, chromované vnitřní kličky dveří s osvětlením, dvě čtecí lampičky pro řidiče a spolujezdce a dvě čtecí lampičky nad zadními sedadly, zpožďovač zhasínání vnitřního osvětlení, make-up zrcátka s osvětlením v slunečních clonách, čtyři sklopná stropní madla, zadní s věšáčky, elektrické ovládání oken vpředu i vzadu s dětskou pojistkou, elektricky synchronně nastavitelná a vyhřívaná vnější zpětná zrcátka, popelníky a zapalovače cigaret (zásuvka na 12V) s prosvětlením vpředu a vzadu, kola ocelová 7,0 J x 16" + velkoplošné kryty kol „STONE“, přední světlomety s čirou optikou, vnější zpětná zrcátka a vnější kliky lakované v barvě vozu, nárazníky lakované v barvě vozu s černou ochrannou lištou, černé boční ochranné lišty dveří a chromovanou lištu na horních rámech bočních oken.
Mimořádná výbava mohla zahrnovat též hlavové airbagy, ABS+EDS+ASR+MSR+ESP (pro motorizace 2,0/85 kW, 1,8 Turbo/110 kW, 1,9 TDI PD/96 kW), alarm s hlídáním vnitřního prostoru + zálohovou sirénu, bi-xenonové světlomety s dynamickou regulací nastavení sklonu a s výsuvnými integrovanými ostřikovači světlometů, výsuvné integrované ostřikovače světlometů (standardně s Bi-xenonovými světlomety), vyjímatelný vak na lyže v odkládací schránce za loketní opěrou mezi zadními sedadly, mechanické stínicí rolo na zadní sklo, systém „CargoFlex“ v zavazadlovém prostoru, tažné zařízení, vkládané tkané koberce, paket pro špatné cesty, plnohodnotné rezervní kolo z lehkých slitin 16" „ORBIT“, multifunkční volant (tempomat + rádio) + Maxi-DOT + malý kožený paket, multifunkční volant (tempomat + rádio + telefon) + Maxi-DOT + malý kožený paket, klimatizace `Climatronic` s elektronickou regulací a pachovým filtrem, elektricky ovládané střešní okno, senzor automatického spouštění stěračů, signalizaci vzdálenosti při parkování, autorádio Škoda MS 303 s kazetovým přehrávačem, autorádio Škoda Symphony s kazetovým přehrávačem, autorádio Škoda Symphony s CD přehrávačem, autorádio Škoda Rhapsody, Sound systém, CD-měnič v zavazadlovém prostoru (6 CD), navigační systém s dynamickým modulem (TMC), přístrojový panel s velkým bodovým displejem (Maxi-DOT), Sound systém pro navigační systém, přípravu pro telefon GSM II (anténa, elektrická instalace, koncovka, univerzální interface, vestavěný mikrofon, základní držák na přístrojové desce), telefon GSM, elektricky ovládané sedadlo řidiče s pamětí včetně nastavení vnějších zpětných zrcátek, elektricky ovládané sedadlo spolujezdce, vyhřívaná přední sedadla, vyhřívaná přední a zadní sedadla, elektrochromatické vnitřní zpětné zrcátko s automatickým cloněním, vnější zpětná zrcátka s osvětlením nástupního prostoru, elektricky sklopná vnější zpětná zrcátka s pamětí, tempomat, kola z lehkých slitin 7,0 J x 17` – „SOLID“ + pojistné šrouby kol, kola z lehkých slitin 7,0 J x 16` – „ORBIT“ + pojistné šrouby kol, kožený interiér Feinnappa: sedadla (Onyx) + malý kožený paket + výhřívaná přední a zadní sedadla, malý kožený paket (volant, rukojeť a manžeta řadicí páky, madlo ruční brzdy) a obložení interiéru dřevěným dekorem Vavona (výplně dveří, středová konzola, hlavice řadicí páky).

##### Comfort
V prostředním stupni výbavy Comfort byly oproti stupni Classic dostupné prvky jako vyjímatelný vak na lyže v odkládací schránce za loketní opěrou mezi zadními sedadly, systém CargoFlex v zavazadlovém prostoru, klimatizace `Climatronic` s elektronickou regulací a pachovým filtrem, senzor automatického spouštění stěračů, elektrochromatické vnitřní zpětné zrcátko s automatickým cloněním, vnější zpětná zrcátka s osvětlením nástupního prostoru a Malý kožený paket (volant, rukojeť a manžeta řadicí páky, madlo ruční brzdy) již ve standardní výbavě. 
Zcela nově jsou pak dostupné nástupní lišty v předních (s označením modelu) a zadních dveřích, osvětlení prostoru pro nohy vzadu, odkládací schránka „Wet Case“ na deštník ve výplni levých zadních dveří, včetně deštníku Superb či kola z lehkých slitin 7,0 J x 16` – METAN + pojistné šrouby kol. 
Volitelně byl navíc k dispozici ještě kožený interiér Feinnappa: sedadla (Onyx/Ivory) + vyhřívaná přední a zadní sedadla, chladicí box a plnohodnotné rezervní kolo z lehkých slitin 16" METAN.

##### Elegance
Výbavový stupeň Elegance obsahoval oproti Výbavě Comfort v již základu bi-xenonové světlomety s dynamickou regulací nastavení sklonu a s výsuvnými integrovanými ostřikovači světlometů, výsuvné integrované ostřikovače světlometů (standardně s Bi-xenonovými světlomety), elektricky ovládané sedadlo řidiče s pamětí včetně nastavení vnějších zpětných zrcátek, elektricky ovládané sedadlo spolujezdce, vyhřívání i zadních sedadel, elektricky sklopná vnější zpětná zrcátka s pamětí, tempomat a obložení interiéru dřevěným dekorem Vavona (výplně dveří, středová konzola, hlavice řadicí páky). Dále pak obsahoval přístrojový panel s velkým bodovým displejem – Maxi-DOT (standardně s motory V6), kola z lehkých slitin 7,0 J x 17` – CUBIC + pojistné šrouby kol, nárazníky lakované v barvě vozu s černou ochrannou lištou s chromovanou linkou, černé boční ochranné lišty dveří s chromovanou linkou a chromovaná lišta na dolních rámech bočních oken.
Zákazníci si ještě navíc mohli připlatit za obložení interiéru kovovým dekorem Nicro (na výplni dveří, středové konzole), Footboard – sedadlo spolujezdce s výklopným středem opěry v kombinaci s koženým interiérem Feinnappa: sedadla (Onyx/Ivory).
Od roku 2005 se standardní výbava verze Classic rozšířila o šestnáctipalcová litá kola ORBIT, automatickou klimatizaci Climatronic či vypínatelný airbag spolujezdce. Výbavový stupeň Comfort byl v základu bohatší o bi-xenonové světlomety, stabilizační systém ESP u všech motorů, hlavové airbagy, parkovací asistent nebo vyhřívaní předních sedadel. Nejvyšší stupeň Elegance nově obsahoval CD měnič v zavazadlovém prostoru nebo multifunkční kožený volant s ovládáním rádia a tempomatu.

#### Ceník
Následující tabulky ukazují ceny nových automobilů v České republice pro jednotlivé stupně výbavy v kombinaci s dostupnými motorizacemi. Ceny zahrnují standardní výbavu daného stupně a platí pro verze s manuální převodovkou. Ceny jsou uvedeny v českých korunách (Kč).

##### Do roku 2005
|                         | Classic | Comfort   | Elegance  |
| ----------------------- | ------- | --------- | --------- |
| 1,8 20V turbo (110 kW)  | 736 900 | 813 900   | 956 900   |
| 2,0 MPI (85 kW)         | 689 900 | –         | –         |
| 2,8 V6 30V (142 kW)     | –       | 924 900   | 1 067 900 |
| 1,9 TDI (74 kW)         | 736 900 | 813 900   | 956 900   |
| 1,9 TDI (96 kW)         | 782 900 | 859 900   | 1 002 900 |
| 2,5 TDI V6 24V (114 kW) | –       | 1 004 900 | 1 147 900 |
| 2,5 TDI V6 24V (120 kW) | –       | 1 016 900 | 1 159 900 |

##### Rok 2005
|                         | Classic | Comfort | Elegance |
| ----------------------- | ------- | ------- | -------- |
| 1,8 20V turbo (110 kW)  | 669 900 | 734 900 | 814 900  |
| 2,0 MPI (85 kW)         | 619 900 | –       | –        |
| 2,8 V6 30V (142 kW)     | –       | 829 900 | 904 900  |
| 1,9 TDI (74 kW)         | 669 900 | 734 900 | 814 900  |
| 1,9 TDI (96 kW)         | 709 900 | 774 900 | 854 900  |
| 2,5 TDI V6 24V (120 kW) | –       | 919 900 | 994 900  |

### První generace po faceliftu (2006–2008)
14. srpna 2006 prošel Superb faceliftem. K výbavám Classic, Comfort a Elegance přibyla luxusní výbava Laurin & Klement. Facelift se dotkl také masky chladiče, předních i zadních světlometů, které měly nyní design ve tvaru písmene C. Do zpětných zrcátek byly zapuštěny blikače. Změny se dotkly také interiéru i ve výbavě vozu. Například přístroje dostaly nově bílé podsvícení. Výkon motoru 1,9 TDI byl zvýšen ze 77 na 85 kW. Nabídka byla rozšířena o čtyři metalické laky: béžovou „Cappuccino“, zelenou „Olive“, šedou „Anthracite“ a šedou „Satin“.  Limitovaná série edition 100 byla připravená při příležitosti stoletého jubilea výroby.

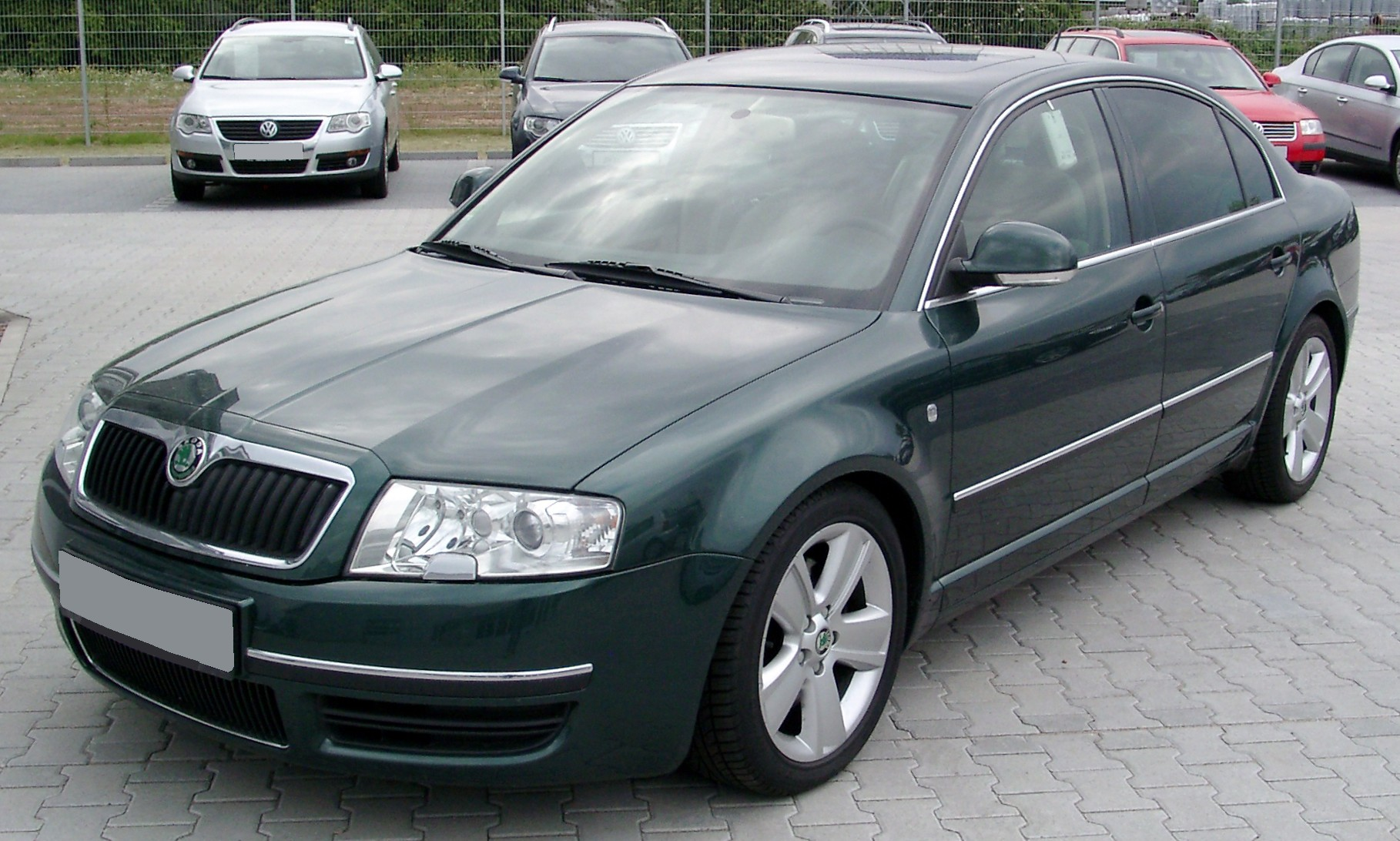
Škoda Superb I (2006–2008)
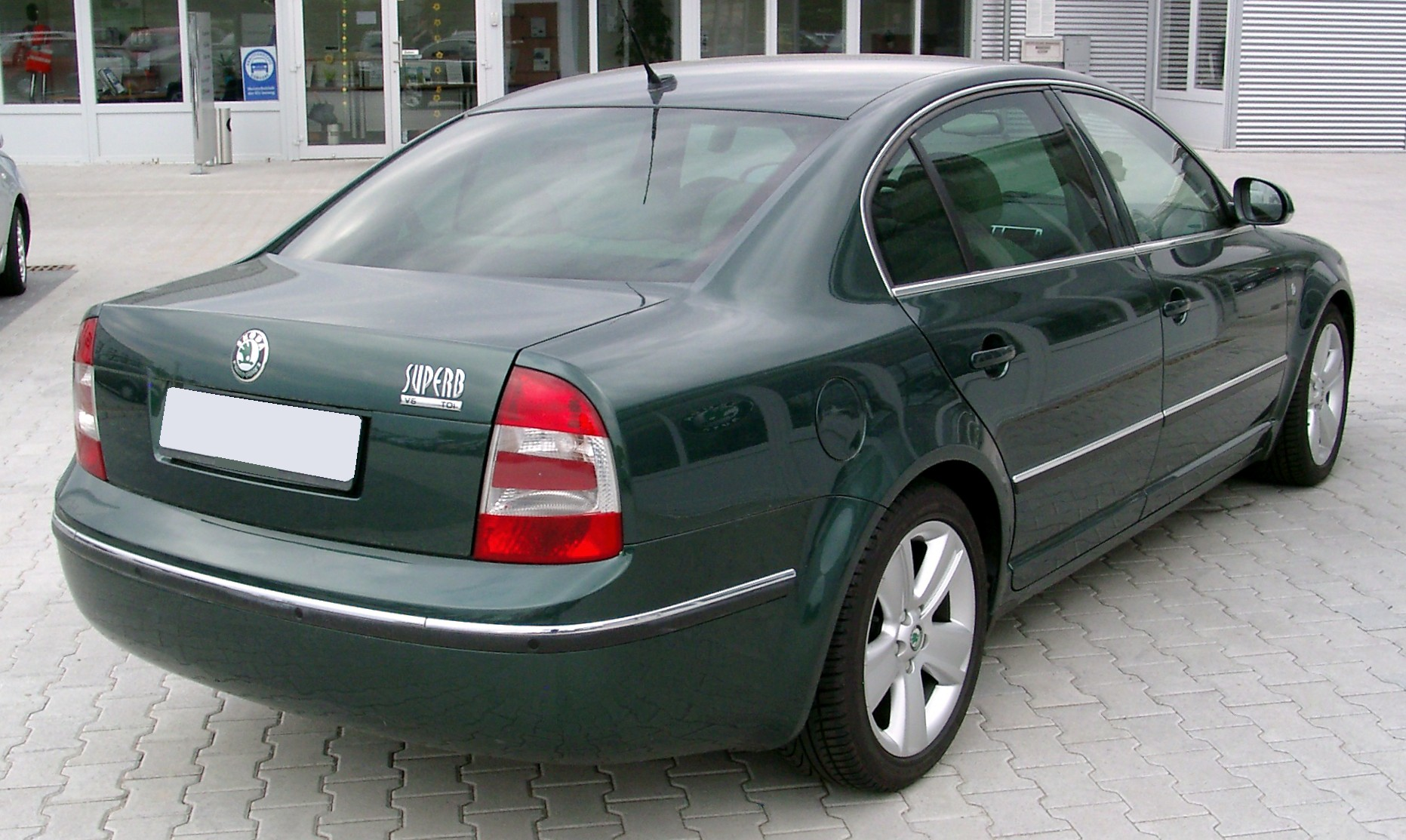
Škoda Superb I (2006–2008)

#### Motory
| Model           | Kód motoru      | Počet válců     | Počet ventilů   | Ventilový rozvod | Vrtání × zdvih [mm] | Zdvihový objem [cm3] | Kompresní poměr | Příprava směsi  | Přeplňování     | EGR             | Doporučené palivo | Max. výkon [kW (k) při ot./min] | Max. točivý moment [Nm při ot./min] | Období výroby   |
| Zážehové motory | Zážehové motory | Zážehové motory | Zážehové motory | Zážehové motory  | Zážehové motory     | Zážehové motory      | Zážehové motory | Zážehové motory | Zážehové motory | Zážehové motory | Zážehové motory   | Zážehové motory                 | Zážehové motory                     | Zážehové motory |
| --------------- | --------------- | --------------- | --------------- | ---------------- | ------------------- | -------------------- | --------------- | --------------- | --------------- | --------------- | ----------------- | ------------------------------- | ----------------------------------- | --------------- |
| 1,8 20V turbo   | AWT             | R4              | 20V             | DOHC             | 81,0 × 86,4         | 1781                 | 9,3:1           | MPI             | T, IC           | ano             | BA 95 B           | 110 (150) při 5700              | 210 při 1750–4600                   | 08/2006–03/2008 |
| 2,0 MPI         | AZM             | R4              | 8V              | SOHC             | 82,5 × 92,8         | 1984                 | 10,3:1          | MPI             | ne              | ne              | BA 95 B           | 85 (115) při 5400               | 172 při 3500                        | 08/2006–03/2008 |
| 2,8 V6 30V      | BBG             | V6              | 30V             | 2 × DOHC         | 82,5 × 86,4         | 2771                 | 10,1:1          | MPI             | ne              | ne              | BA 95 B           | 140 (190) při 6000              | 260 při 3000                        | 08/2006–03/2008 |
| 2,8 V6 30V      | AMX             | V6              | 30V             | 2 × DOHC         | 82,5 × 86,4         | 2771                 | 10,6:1          | MPI             | ne              | ne              | BA 98 B           | 142 (193) při 6000              | 280 při 3200                        | 08/2006–03/2008 |
| Vznětové motory |                 |                 |                 |                  |                     |                      |                 |                 |                 |                 |                   |                                 |                                     |                 |
| 1,9 TDI         | BSV             | R4              | 8V              | SOHC             | 79,5 × 95,5         | 1896                 | 19,0:1          | DI–PD           | VGT, IC         | ano             | NM CN 49          | 77 (105) při 4000               | 250 při 1900                        | 08/2006–05/2007 |
| 1,9 TDI         | BPZ             | R4              | 8V              | SOHC             | 79,5 × 95,5         | 1896                 | 19,0:1          | DI–PD           | VGT, IC         | ano             | NM CN 49          | 85 (115) při 4000               | 250 při 1900                        | 01/2007–03/2008 |
| 2,0 TDI DPF     | BSS             | R4              | 8V              | SOHC             | 81,0 × 95,5         | 1968                 | 18,5:1          | DI–PD           | VGT, IC         | ano             | NM CN 49          | 103 (140) při 4000              | 320 při 1750–2500                   | 08/2006–03/2008 |
| 2,5 TDI V6 24V  | BDG             | V6              | 24V             | 2 × DOHC         | 78,3 × 86,4         | 2496                 | 18,5:1          | DI–VEP          | VGT, 2 × IC     | ano             | NM CN 49          | 120 (163) při 4000              | 350 při 1500–3000                   | 08/2006–03/2008 |

#### Provozní vlastnosti
| Model           | Kód motoru      | Pohon           | Převodovka      | Zrychlení (0–100 km/h) [s] | Max. rychlost [km/h] | Spotřeba paliva (město / mimo město / kombinovaná) [l/100 km] | Přibližný dojezd (při dané spotřebě paliva) [km] | Emise CO2 (kombinované) [g/km] | Emisní norma    |
| Zážehové motory | Zážehové motory | Zážehové motory | Zážehové motory | Zážehové motory            | Zážehové motory      | Zážehové motory                                               | Zážehové motory                                  | Zážehové motory                | Zážehové motory |
| --------------- | --------------- | --------------- | --------------- | -------------------------- | -------------------- | ------------------------------------------------------------- | ------------------------------------------------ | ------------------------------ | --------------- |
| 1,8 20V turbo   | AWT             | přední          | 5° M            | 9,5                        | 216                  | 11,5 / 6,5 / 8,3                                              | 539 / 954 / 747                                  | 199                            | Euro 4          |
| 1,8 20V turbo   | AWT             | přední          | 5° A            | 10,9                       | 212                  | 13,5 / 7,1 / 9,5                                              | 459 / 873 / 653                                  | 228                            | Euro 4          |
| 2,0 MPI         | AZM             | přední          | 5° M            | 11,6                       | 197                  | 11,9 / 6,5 / 8,5                                              | 521 / 954 / 729                                  | 204                            | Euro 4          |
| 2,8 V6 30V      | BBG             | přední          | 5° A            | 9,8                        | 230                  | 15,6 / 7,4 / 10,4                                             | 397 / 838 / 596                                  | 250                            | Euro 2          |
| 2,8 V6 30V      | AMX             | přední          | 5° M            | 8,0                        | 237                  | 14,0 / 7,1 / 9,6                                              | 443 / 873 / 646                                  | 230                            | Euro 4          |
| 2,8 V6 30V      | AMX             | přední          | 5° A            | 9,4                        | 232                  | 15,6 / 7,6 / 10,5                                             | 397 / 816 / 590                                  | 253                            | Euro 4          |
| Vznětové motory |                 |                 |                 |                            |                      |                                                               |                                                  |                                |                 |
| 1,9 TDI         | BSV             | přední          | 5° M            | 12,2                       | 192                  | 7,4 / 4,9 / 5,8                                               | 838 / 1265 / 1069                                | 153                            | Euro 4          |
| 1,9 TDI         | BPZ             | přední          | 5° M            | 11,7                       | 198                  | 7,8 / 4,7 / 5,8                                               | 795/ 1319 / 1069                                 | 153                            | Euro 4          |
| 2,0 TDI DPF     | BSS             | přední          | 6° M            | 9,9                        | 215                  | 8,4 / 5,2 / 6,4                                               | 738 / 1192 / 969                                 | 169                            | Euro 4          |
| 2,5 TDI V6 24V  | BDG             | přední          | 6° M            | 9,2                        | 223                  | 9,9 / 5,4 / 7,0                                               | 626/ 1148 / 886                                  | 185                            | Euro 4          |
| 2,5 TDI V6 24V  | BDG             | přední          | 5° A            | 10,3                       | 217                  | 11,5 / 5,8 / 7,8                                              | 539 / 1069 / 795                                 | 206                            | Euro 4          |

Provozní vlastnosti se mohou mírně lišit, například v závislosti na výbavě vozu.

## Druhá generace (B6/Typ 3T; 2008–2015)
V březnu roku 2008 byla představena druhá generace, v dubnu pak byla zahájena výroba v Kvasinách a postupně se výroba rozšiřovala také do Indie a na Ukrajinu. Nejedná se o klasický tříprostorový sedan, ale o kombinaci liftbacku a sedanu s využitím technologie Twindoor.
V roce 2009 představila Škoda druhou generaci Superbu v čínském Šanghaji pod názvem Superb Hao Rui. V létě se Superb Hao Rui začal prodávat, od evropské verze se ta čínská liší například chromovanou maskou chladiče.
Zatímco druhá generace v základní verzi nabídla oproti předchozí o 42 mm menší rozvor (2761 mm) a přestala tak konkurovat sedanům střední třídy, již na podzim roku 2009 se představila Škoda Superb Combi, která prostorem pro zavazadla své konkurenty ve střední třídě překonává. Superb se stal také kombi s největším objemem zavazadlového prostoru koncernu Volkswagen (porazil Volkswagen Passat Variant i Audi A4 Avant). Kombi je 4838 mm dlouhé, 1817 mm široké a se standardně montovaným střešním nosičem 1510 mm vysoké (1481 mm bez nosiče), rozvor je stejný jako u liftbacku. Objem zavazadelníku činí 633 l, při sklopení zadních sedadel až 1 865 l. Na výběr jsou kola o rozměrech 16", 17" a 18".
Škoda Superb 3,6 4×4 L&K  byla nejrychlejší a nejluxusnější sériově vyráběná Škoda, s maximální rychlostí 250 km/h a akcelerací 0–100 km/h za 6,5 sekund.
Superb má ve výbavě: Bi-Xenonové světlomety s funkcí AFS a ostřikovači světlometů, signalizace vzdálenosti při parkování vpředu i vzadu, parkovací asistent, systém kontroly tlaku v pneumatikách, navigační systém a velký 6,5" barevný dotykový TFT displej, přijímač TV vysílání, elektricky nastavitelná sedadla (u řidiče s pamětí) i zrcátek, dešťový senzor, střešní okno se solárními panely které umožní i v zaparkovaném autě cirkulaci chladného vzduchu a chlazení přihrádky na pití, měnič na 6 CD se slotem pro SD nebo MMC karty, vyhřívaná sedadla a odvětrávaná přední sedadla potažená kůží.
Rozdíly Superb oproti Passat
Jelikož je Superb B6/SK46 postaven na platformě PQ35 – nedostává se mu takové techniky jako konkurenční VW Passat B6/B7 – je to vidět např. na absenci ACC, zámku volantu pod volantovou tyčí nad nohama řidiče či výkonové varianty motory VR6 – kdy platforma PQ35 nezvládne takový moment(výkon) jako platforma PQ46 – viz VW Passat R36 vs. Škoda Superb 3,6FSI vs Golf R32/R (výkon motoru omezen) nebo rozchodem kol (Superb/Octavia(Golf) – 1545/1541 mm vpředu a 1518/1514 mm vzadu oproti PQ46 – 1552 mm vpředu a 1551 mm vzadu), naopak rozvor je u Superb notně prodloužen co dovoluje platforma PQ35.
Škoda Superb – B6/SK46 – interní označení velikosti a generace ve Škoda auto, které nemá mnoho společného s architekturou/platformou VW B6/VW46
VW Passat – B6/B7 resp. VW46 je postaven na platformě PQ46 

### Ohlasy
V roce 2009 byl Superb vyhlášen anglickým Top Gear Magazinem titulem Luxury Car of the Year (Luxusní auto roku). V německém časopise Auto Motor und Sport získal první místo v anketě nejlepších aut 2012 s více než 22 % hlasů v kategorii dovezených automobilů.

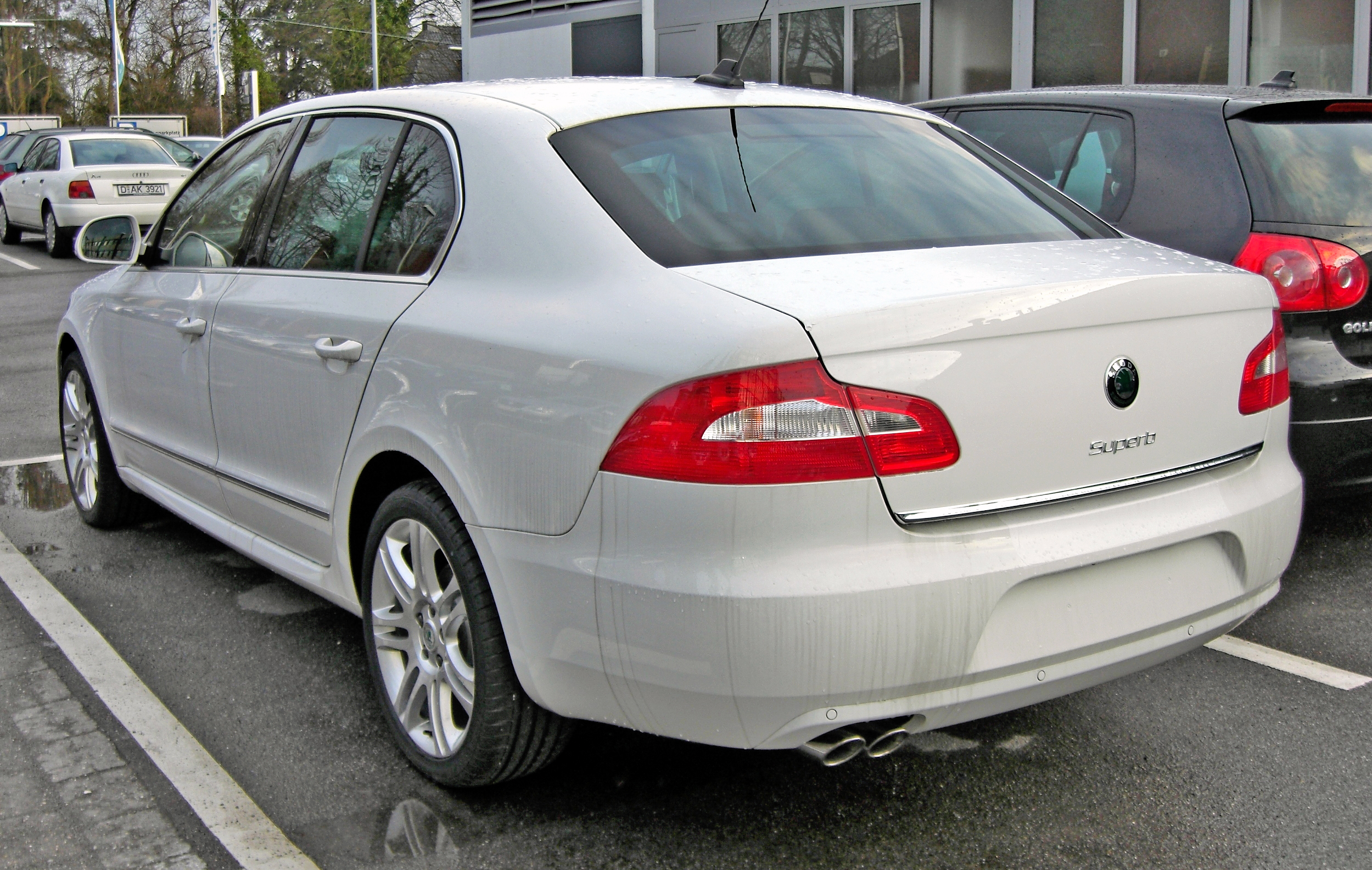
Škoda Superb zezadu
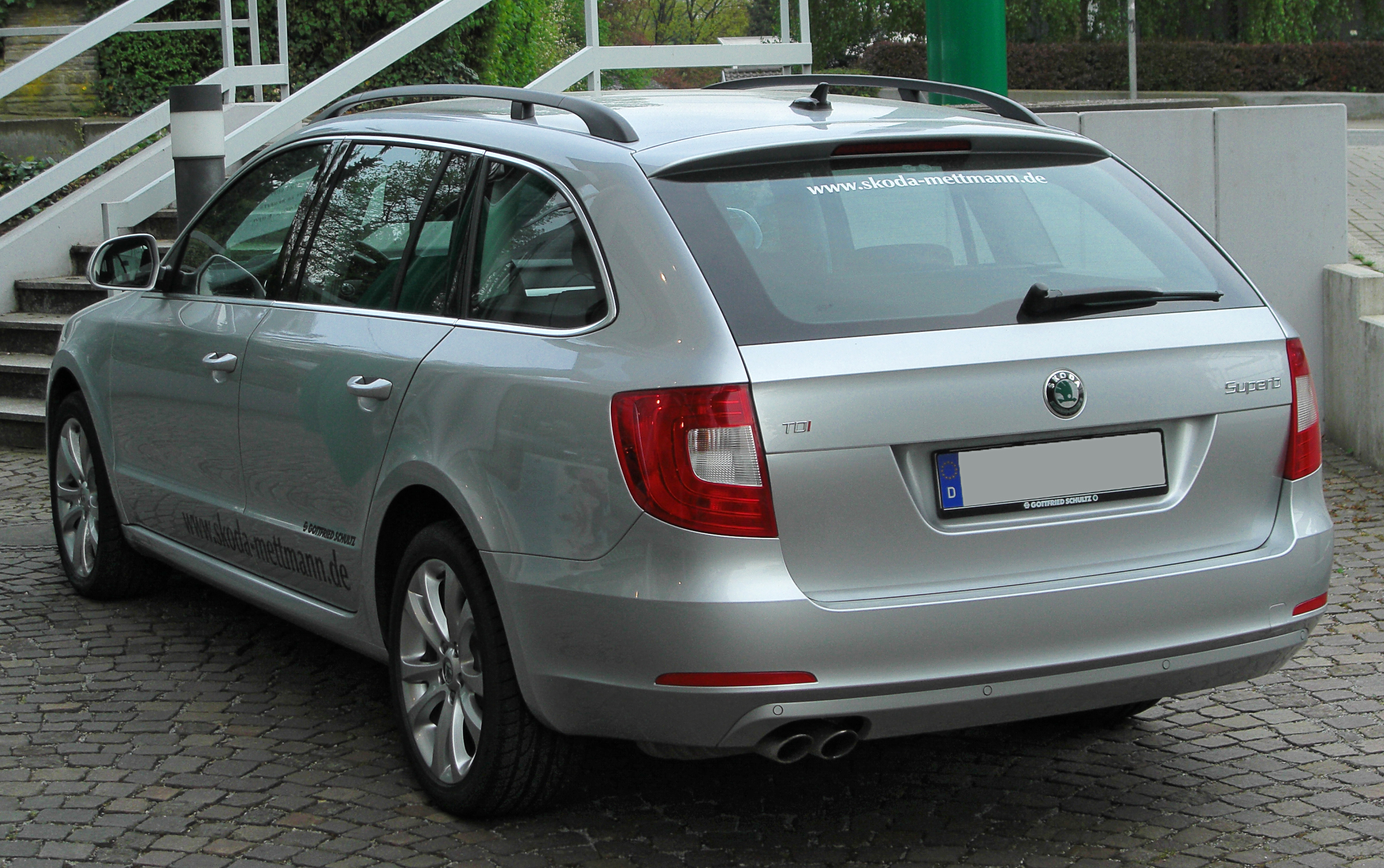
Škoda Superb Combi
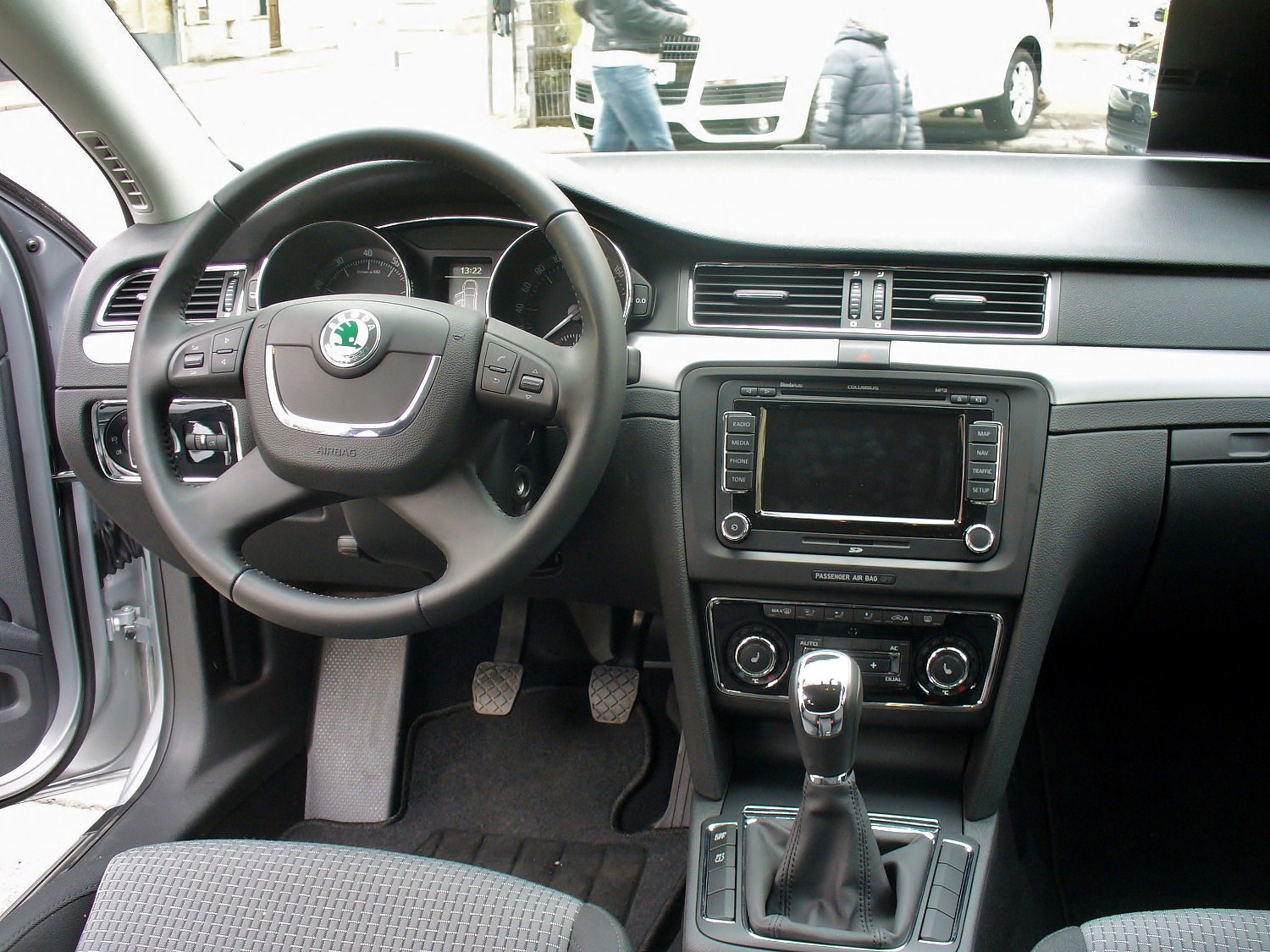
Interiér Škody Superb Ambition
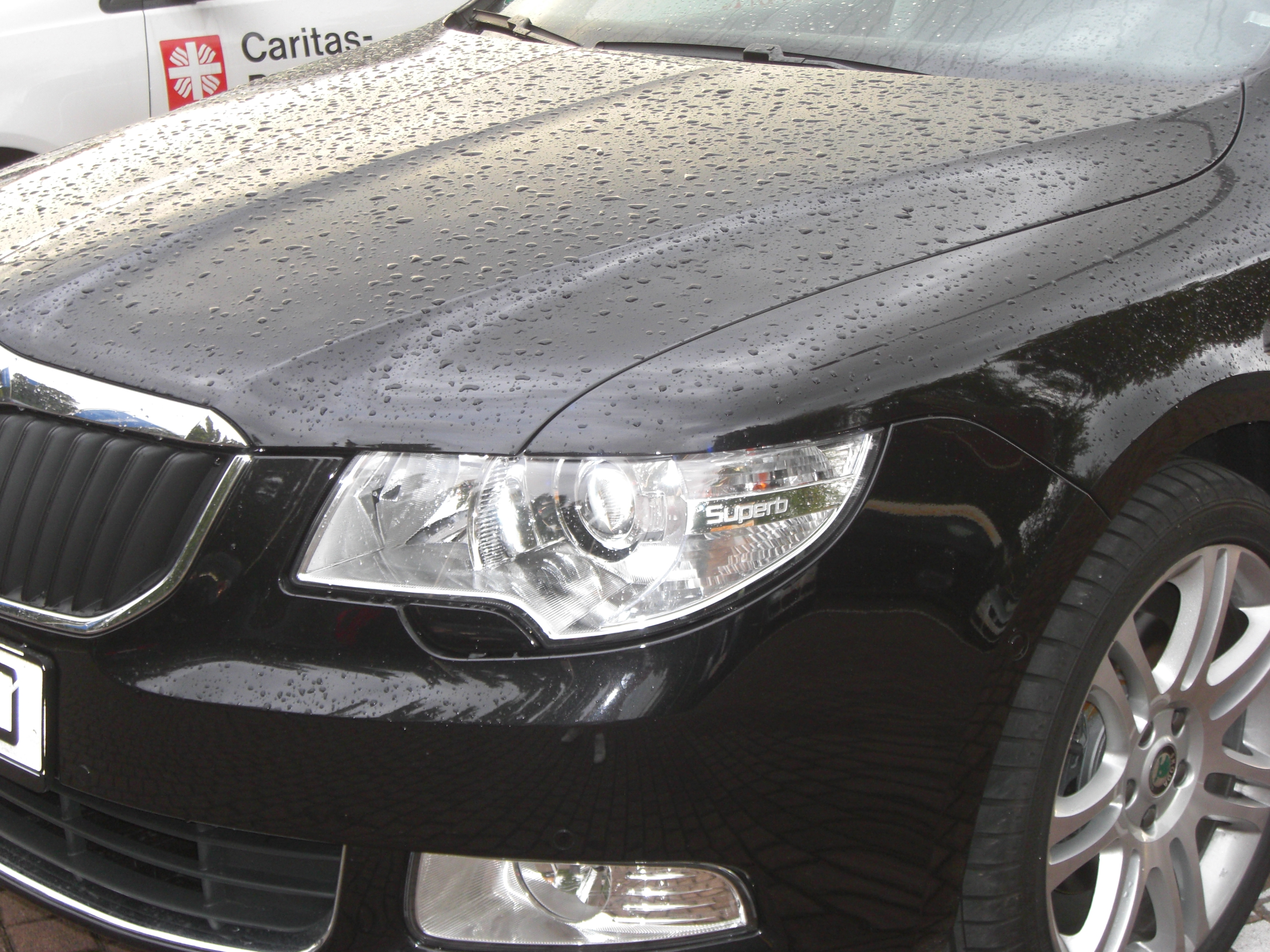
Detail světlometu
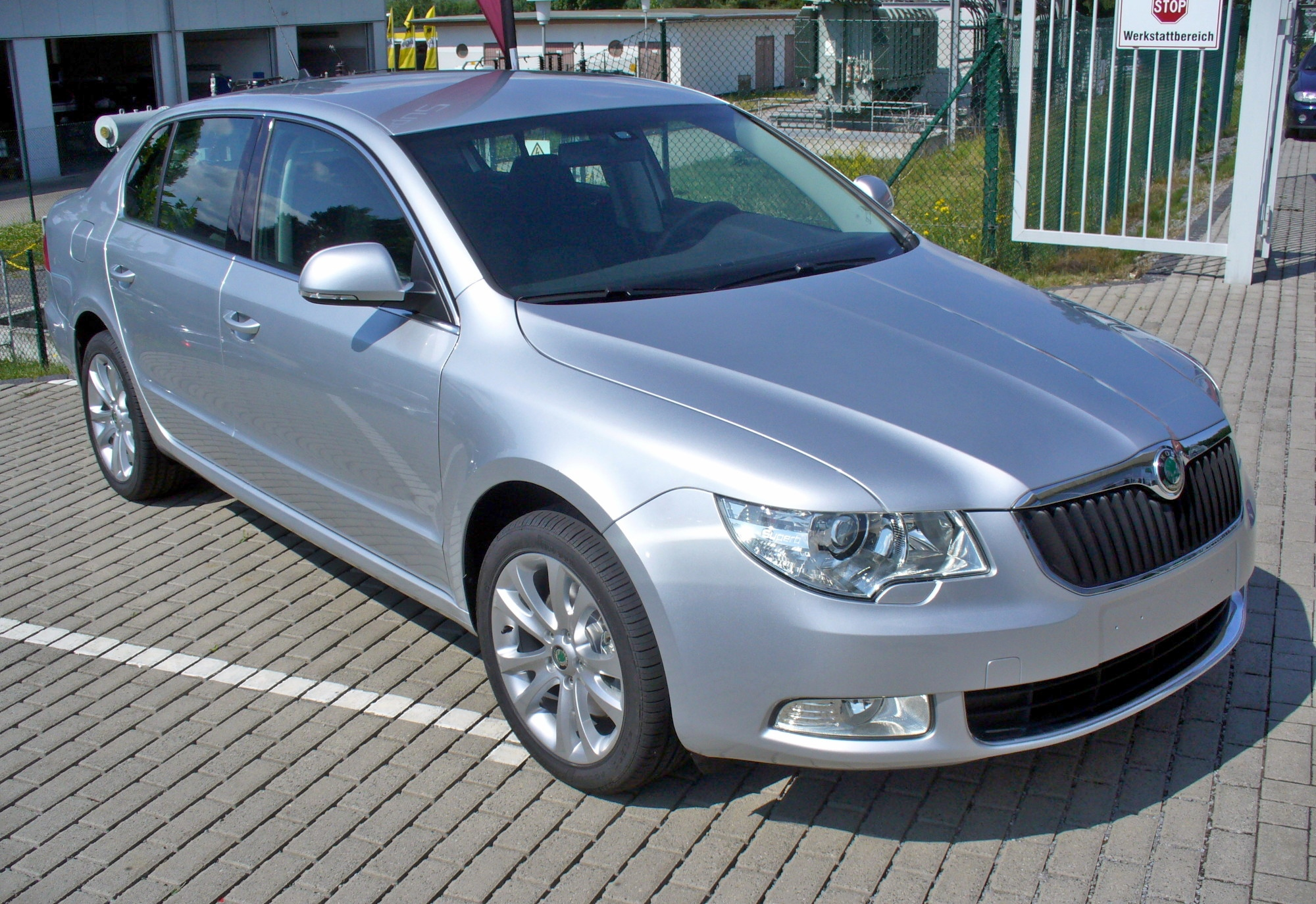
Škoda Superb II TSI
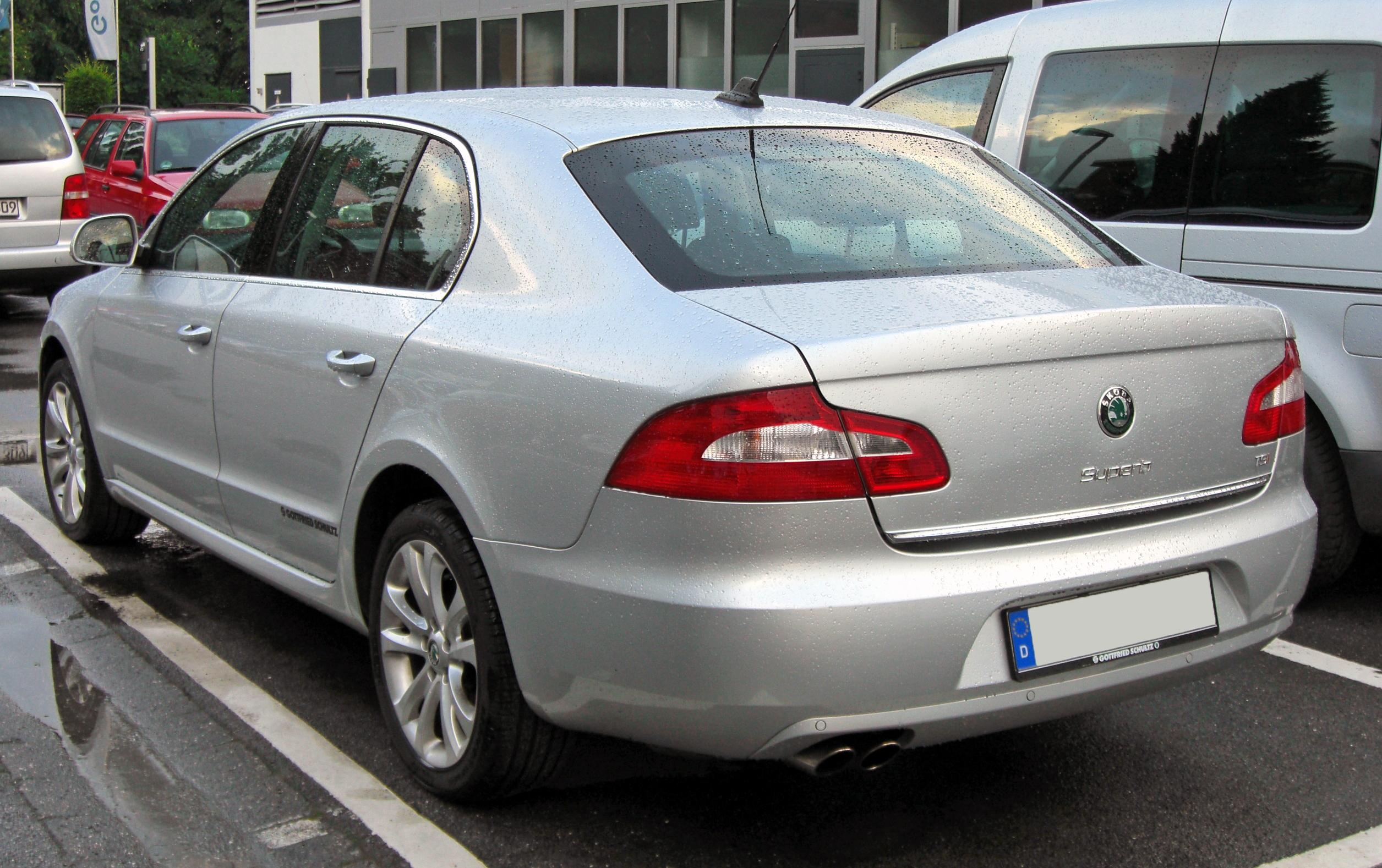
Škoda Superb II zezadu
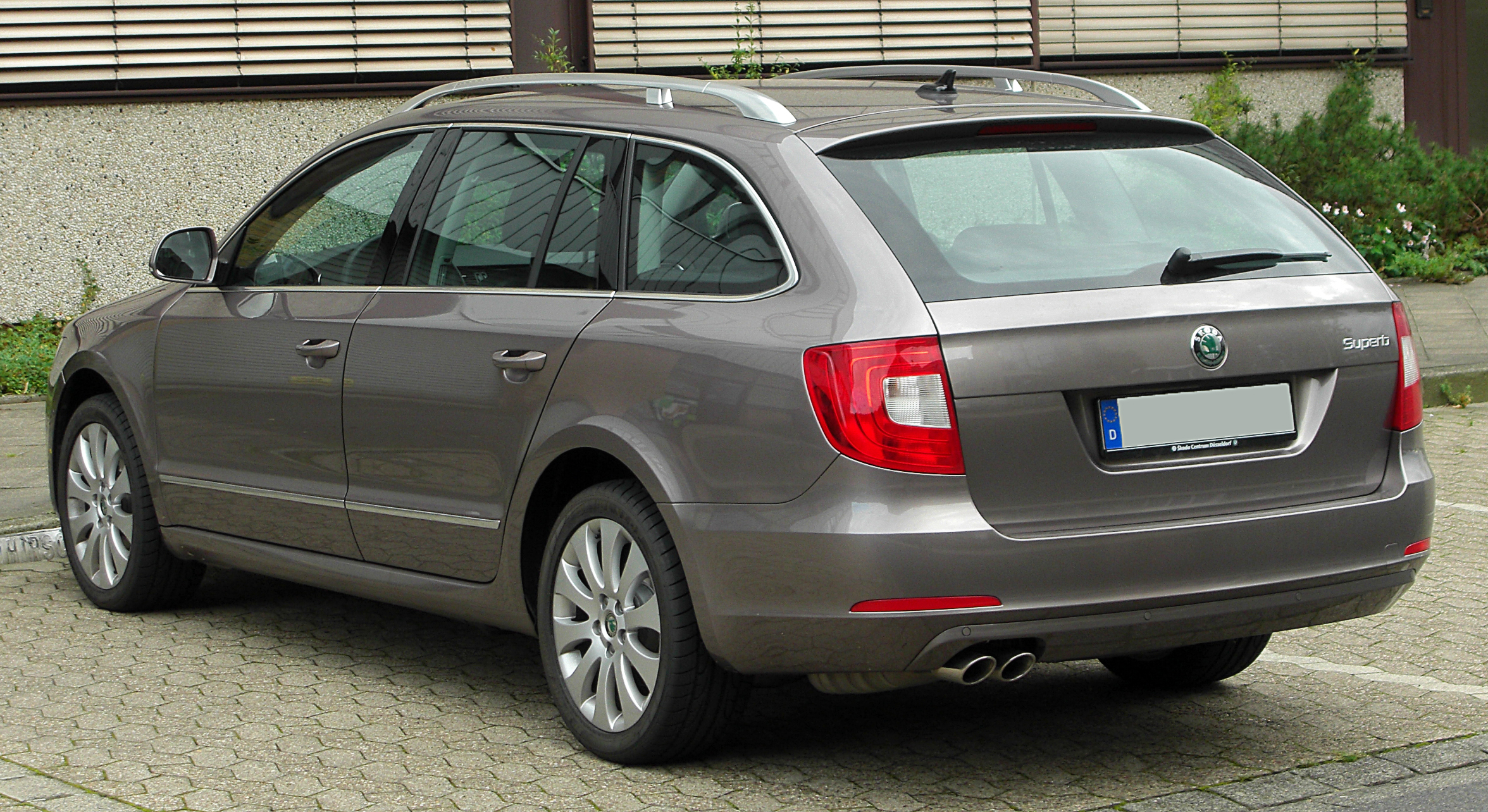
Škoda Superb II Combi

### Motorizace

#### Benzinové motory
| Model   | Kód motoru | Počet válců | Počet ventilů | Ventilový rozvod | Vrtání × zdvih [mm] | Zdvihový objem [cm3] | Kompresní poměr | Příprava směsi | Přeplňování | Max. výkon [kW (k) při ot./min] | Max. točivý moment [Nm při ot./min] | Zrychlení (0–100 km/h) [s] | Max. rychlost [km/h] |
| ------- | ---------- | ----------- | ------------- | ---------------- | ------------------- | -------------------- | --------------- | -------------- | ----------- | ------------------------------- | ----------------------------------- | -------------------------- | -------------------- |
| 1,4 TSI | CAXC       | R4          | 16V           | DOHC             | 76,5 × 75,6         | 1390                 | –               | –              | T, IC       | 92 (125) při 5000               | 200 při 1500–4000                   | 10,5                       | 201                  |
| 1,8 TSI | BZB        | R4          | 16V           | DOHC             | 82,5 × 84,1         | 1798                 | –               | –              | T, IC       | 118 (160) při 5000–6200         | 250 při 1500–4200                   | 8,6                        | 220                  |
| 1,8 TSI | CDAA       | R4          | 16V           | DOHC             | 82,5 × 84,1         | 1798                 | –               | –              | T, IC       | 118 (160) při 5000–6200         | –                                   | 8,6                        | 220                  |
| 2,0 TSI | CCZA       | R4          | 16V           | DOHC             | 82,5 × 92,8         | 1984                 | –               | –              | T, IC       | 147 (200) při 5100–6000         | 280 při 1700–5000                   | –                          | 240                  |
| 3,6 FSI | CDVA       | VR6         | 24V           | 2 × DOHC         | 89,0 × 96,4         | 3598                 | –               | FSI            | ne          | 191 (260) při 6000              | 350 při 2500–5000                   | 6,5                        | 250                  |

#### Dieselové motory
| Model                      | Válce | Objem     | Ventily | Max. výkon /otáčky za minutu | Max. točivý moment /otáčky za minutu | Zrychlení z 0 na 100 km/h | Rychlost | Značení |
| -------------------------- | ----- | --------- | ------- | ---------------------------- | ------------------------------------ | ------------------------- | -------- | ------- |
| 1.6 TDI-CR                 | R4    | 1.598 cm³ | 16V     | 77 kW (105 k)                | 250 Nm / 1500–2500                   | 12,5 s                    | 190 km/h | CAYC    |
| 1.9 TDI PD (jen GreenLine) | R4    | 1.896 cm³ | 8V      | 77 kW (105 k)                | 250 Nm / 1900                        | 10.4 s                    | 205 km/h | BLS/BXE |
| 2.0 TDI PD                 | R4    | 1.968 cm³ | 8V      | 103 kW (140 k)               | 320 Nm / 1900                        | 10.2 s                    | 212 km/h | BMP     |
| 2.0 TDI-CR                 | R4    | 1.968 cm³ | 16V     | 103 kW (140 k)               | 320 Nm / 1800–2500                   | 10,2 s                    | 207km/h  | CFFB    |
| 2.0 TDI-CR                 | R4    | 1.968 cm³ | 16V     | 125 kW (170 k)               | 350 Nm / 1750–2500                   | 8,8 s                     | 222 km/h | CBBB    |

### Výbavy
- Active – základní verze
- Ambition
- Elegance
- Comfort
- Exclusive
- GreenLine – ekologická verze
- Laurin & Klement – luxusní verze
- Drive – dlouhodobá akční a levnější verze

### Facelift
Škoda představila nový facelift Superbu 19. dubna 2013 v Šanghaji. Vůz má přepracovanou příď, záď i logo. Novinkou je například elektricky ovládané sedadlo spolujezdce i ze zadních míst, nebo vylepšená elektrická ovladatelnost pátých dveří. Na evropském trhu byl k prodeji na konci června 2013.

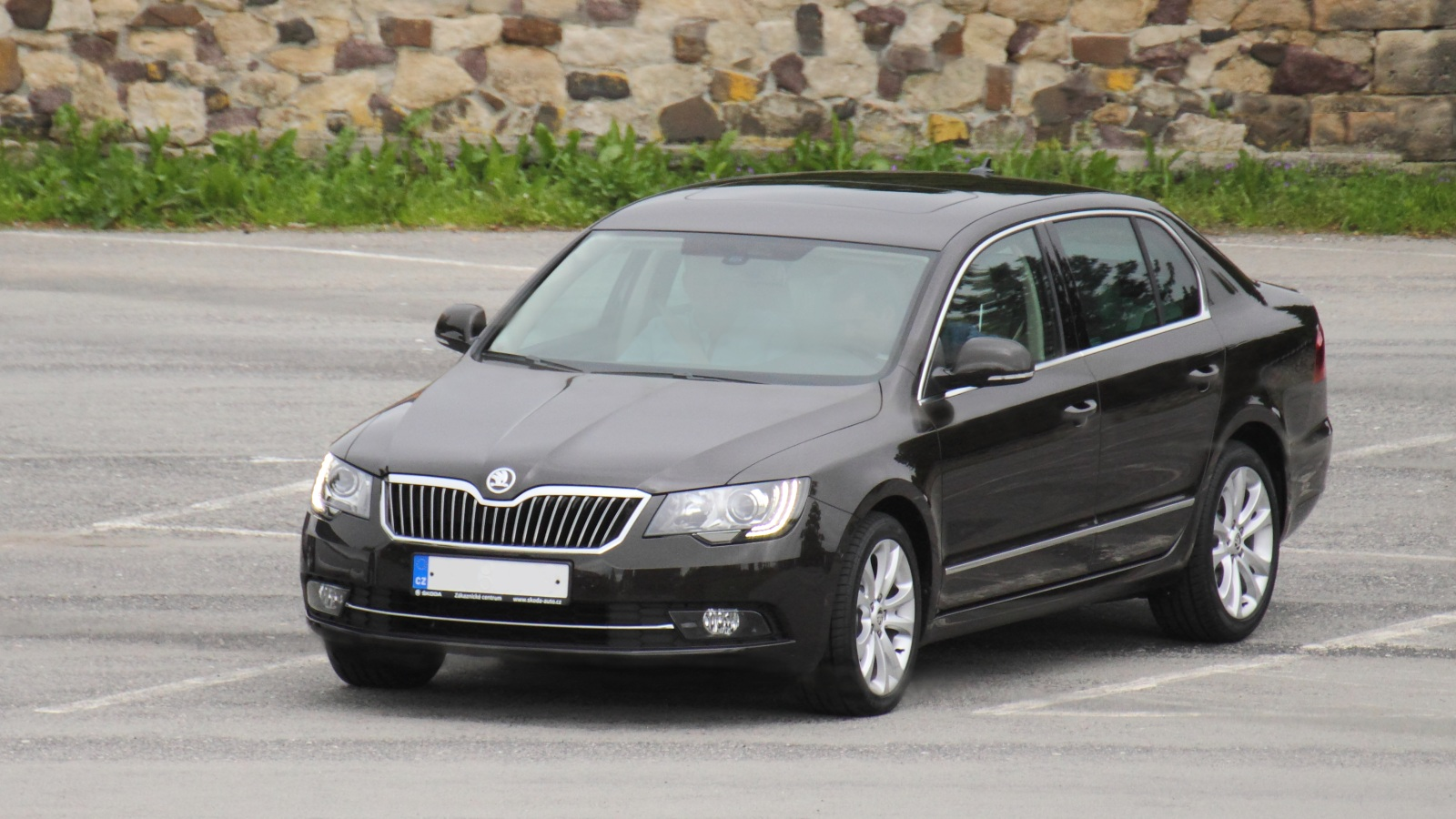
Příď získala ostřejší rysy a masku ve stylu Octavie III
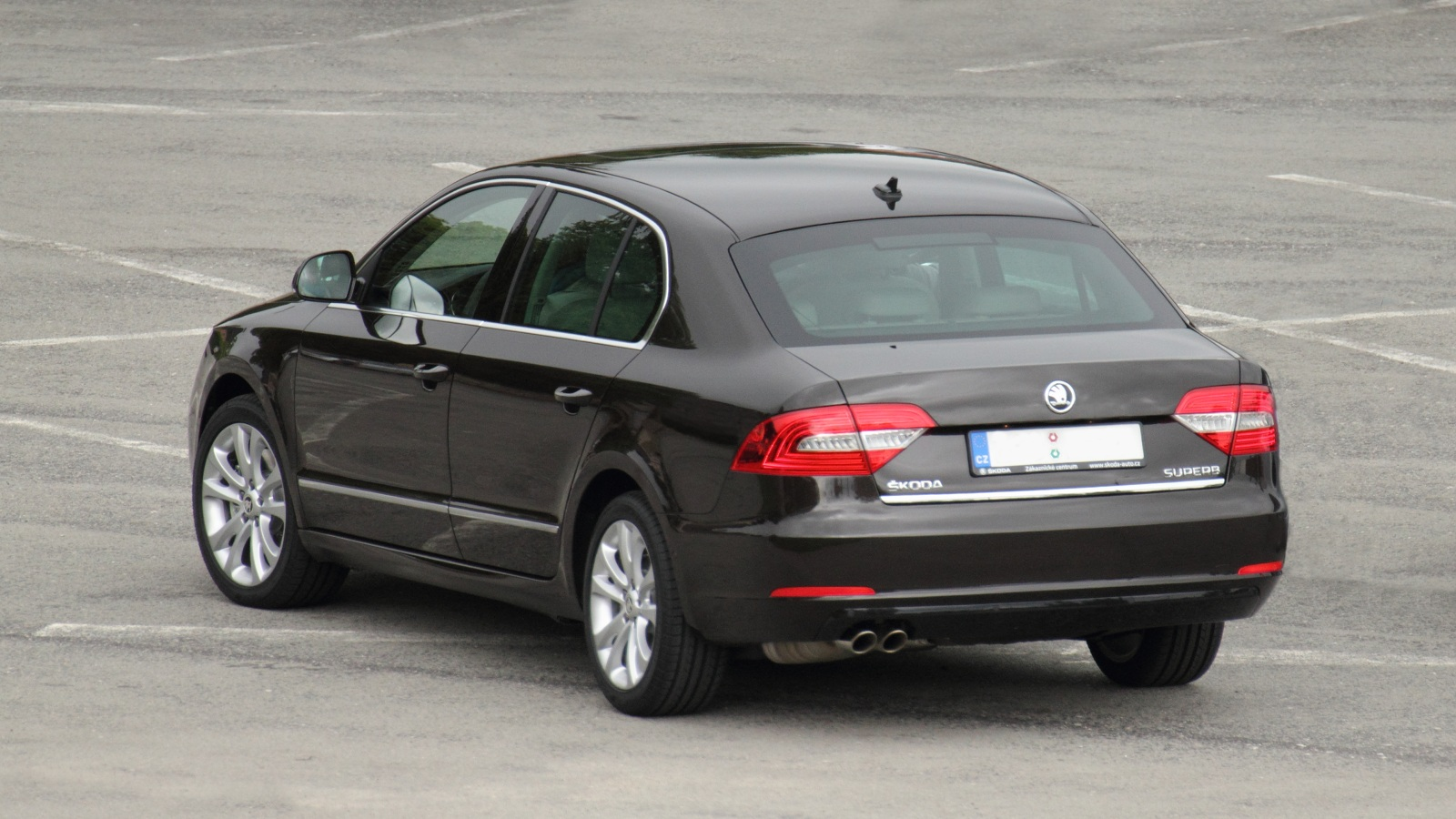
Facelift se viditelně dotkl zadních světel liftbacku

## Třetí generace (2015–2023)
Třetí generace Superbu (s využitím koncernové platformy MQB) byla představena v únoru 2015 na Autosalonu v Ženevě. Délka je 4861 mm, šířka 1864 mm a rozvor 2841 mm. Paleta nabízených motorů nabízí pouze čtyřválcové jednotky s manuální, nebo automatickou převodovkou. Nejvýkonnější varianta disponuje motorem 2.0 TSI, který je spojen pouze s automatickou převodovkou DSG, která výkon přenáší na všechna čtyři kola pomocí systému pohonu všech čtyř kol Haldex 5. generace. Zrychlení 0–100 km/h proběhne za 5,8 sekundy a maximální rychlost je elektronicky omezená na 250 km/h. Škoda Superb třetí generace je první vozidlo v historii mladoboleslavské značky, které nabízí adaptivní podvozek DCC. Prodej liftbacku byl zahájen 6. června 2015, větší kombi šlo do prodeje 19. září stejného roku.

### Výbavy

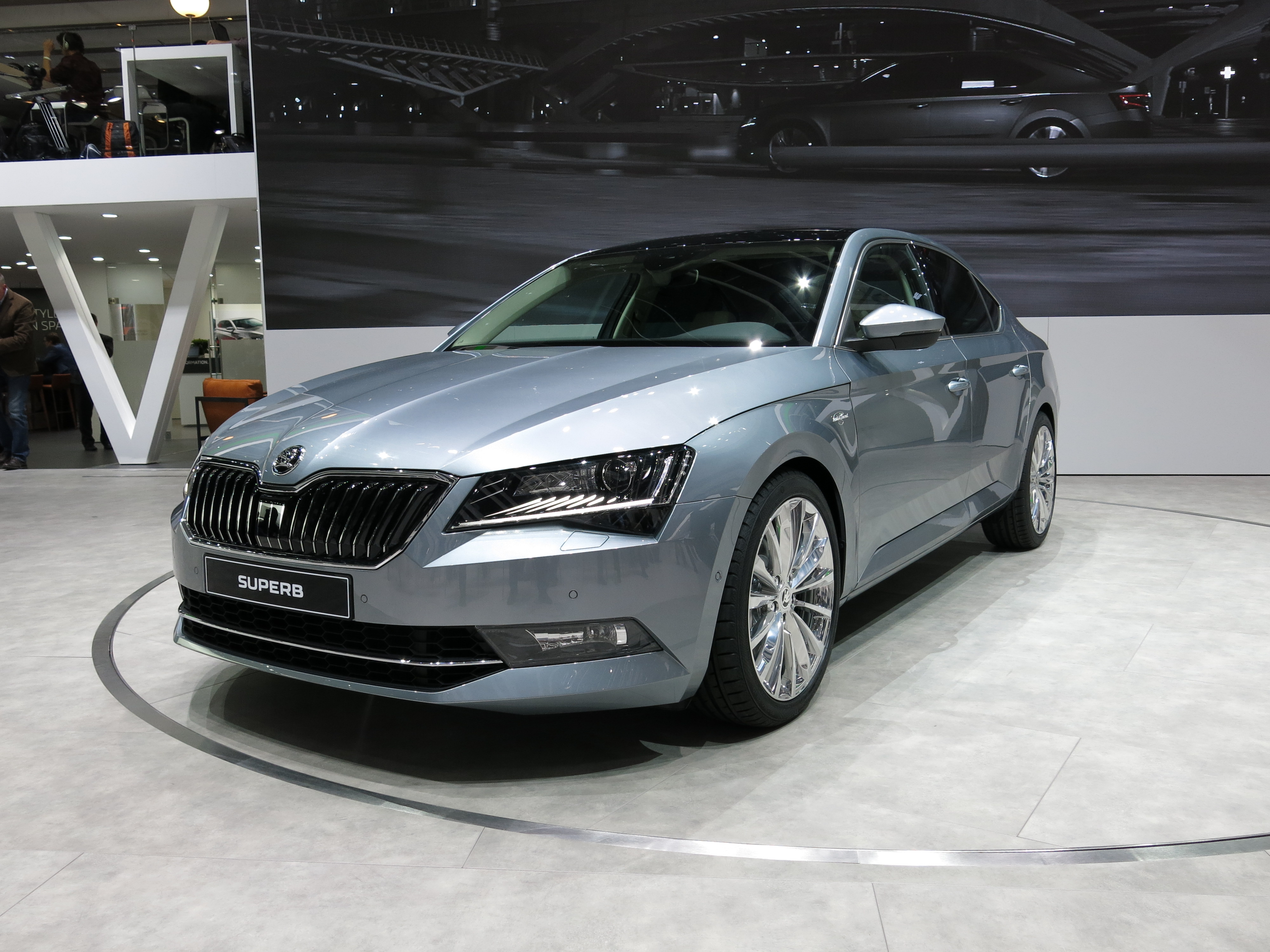
Škoda Superb III
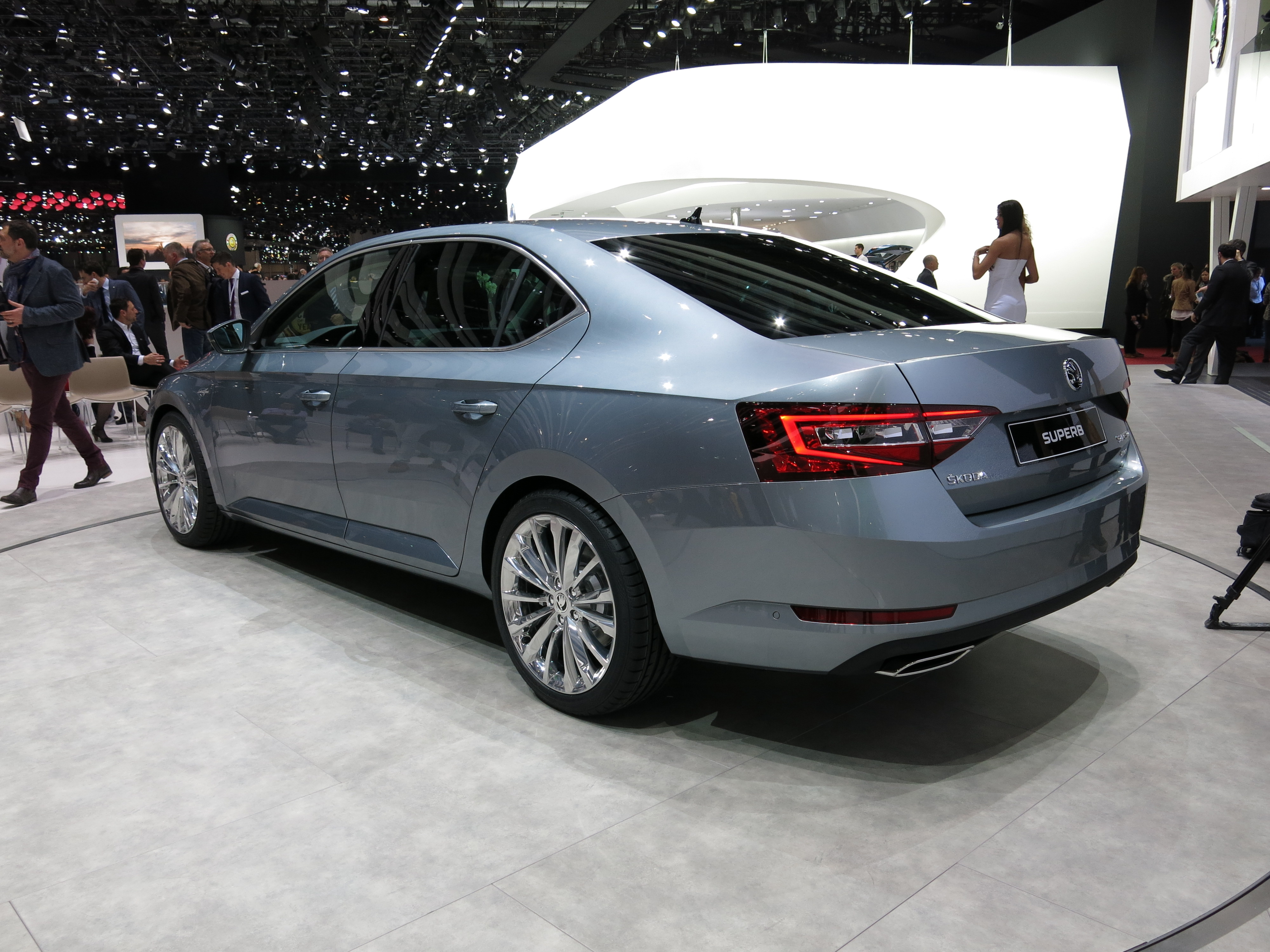
Škoda Superb III Liftback
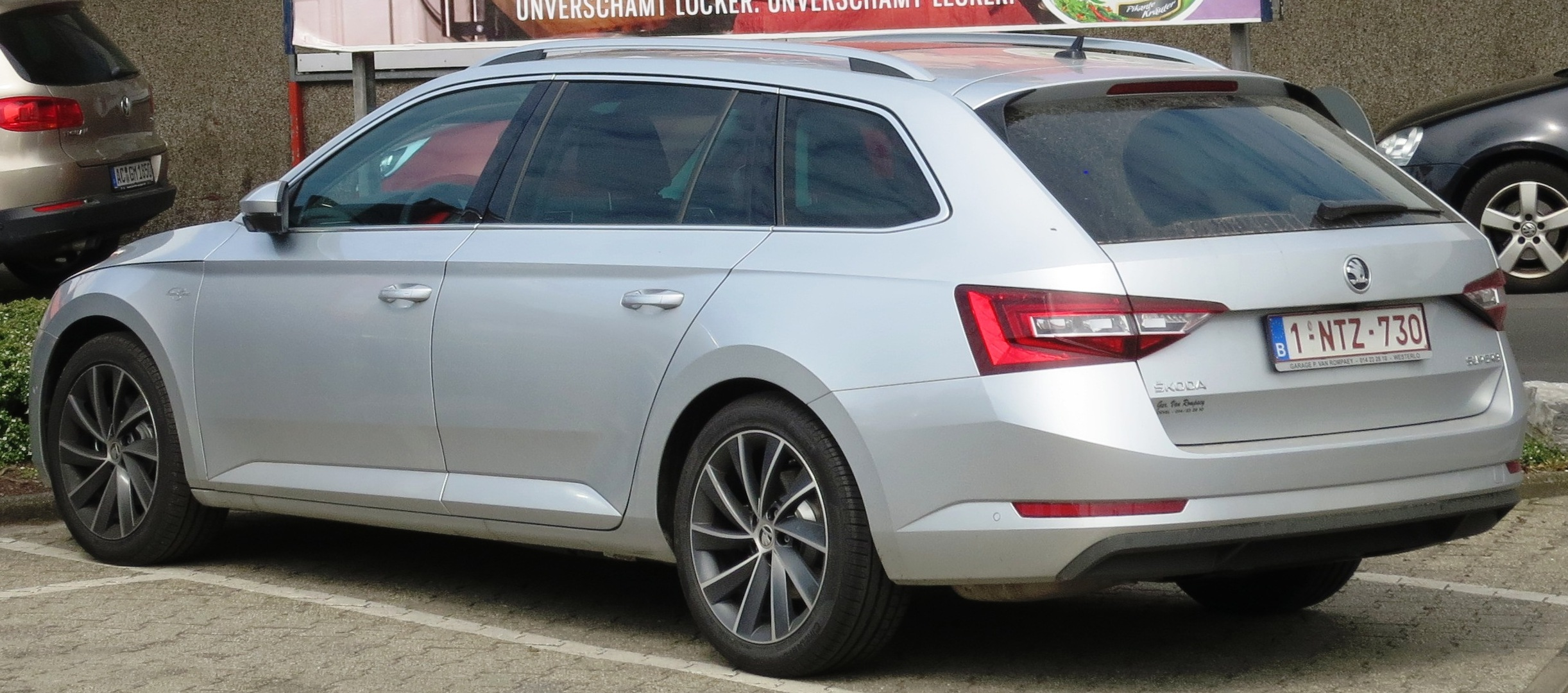
Škoda Superb III Combi
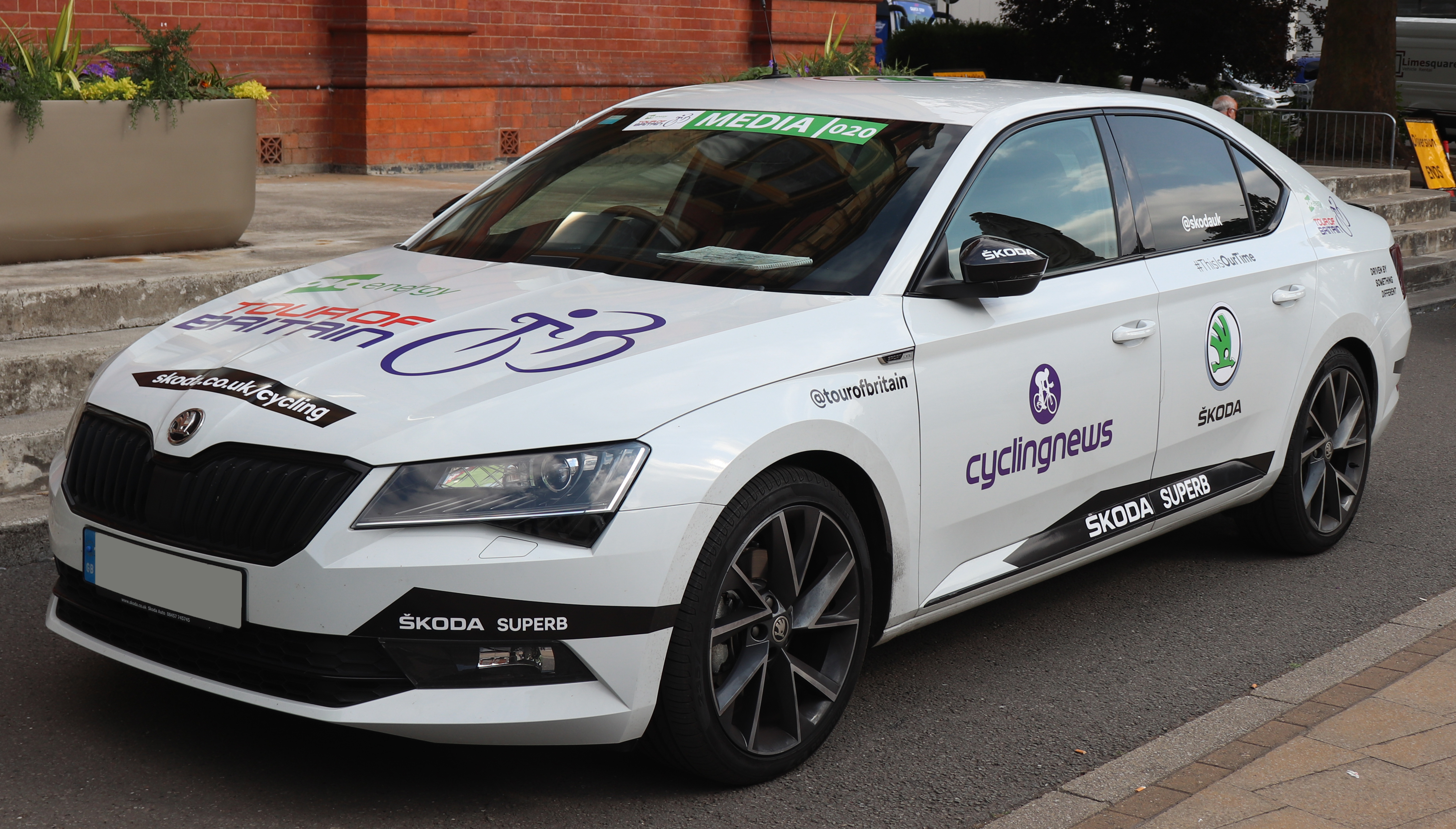
Škoda Superb Sportline
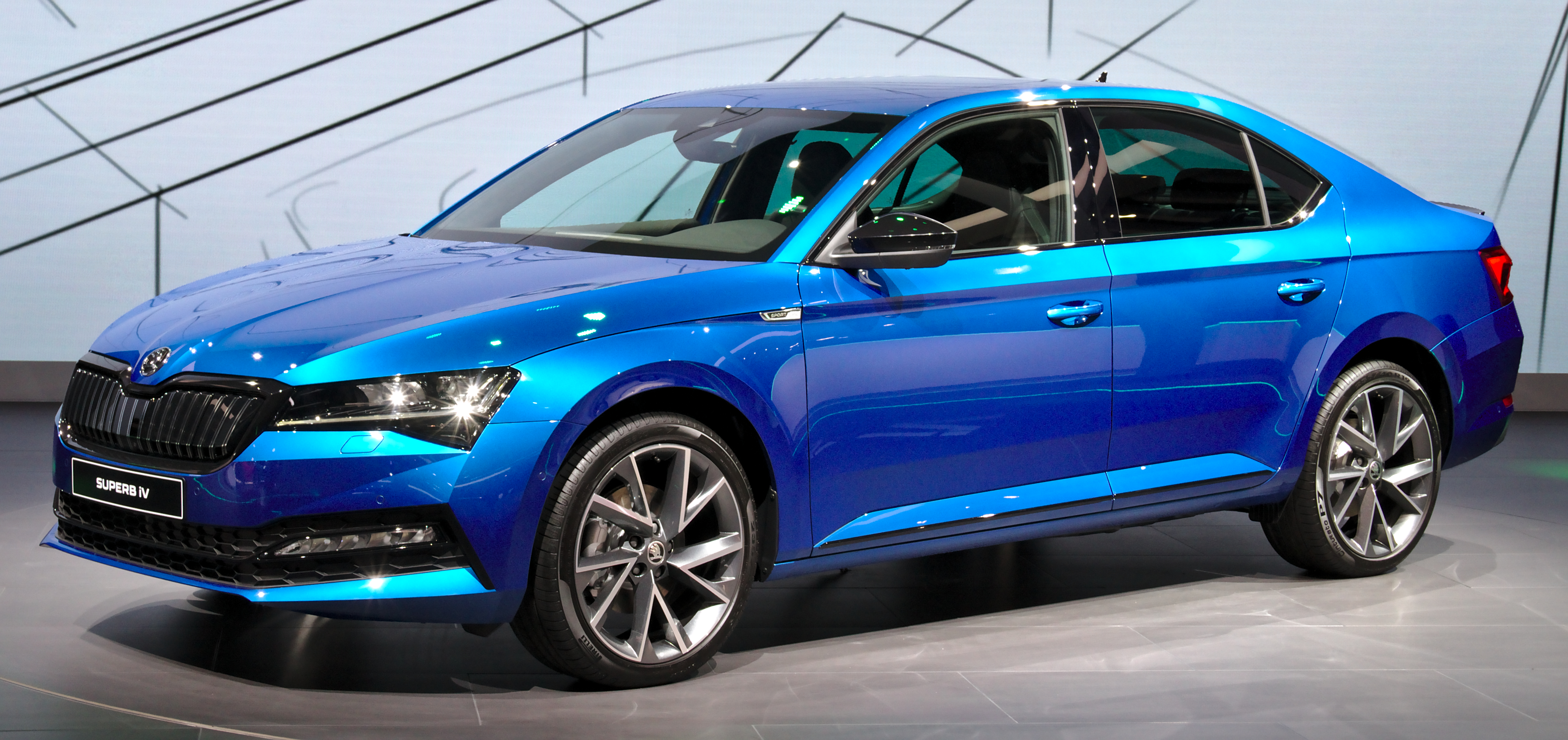
Škoda Superb iV
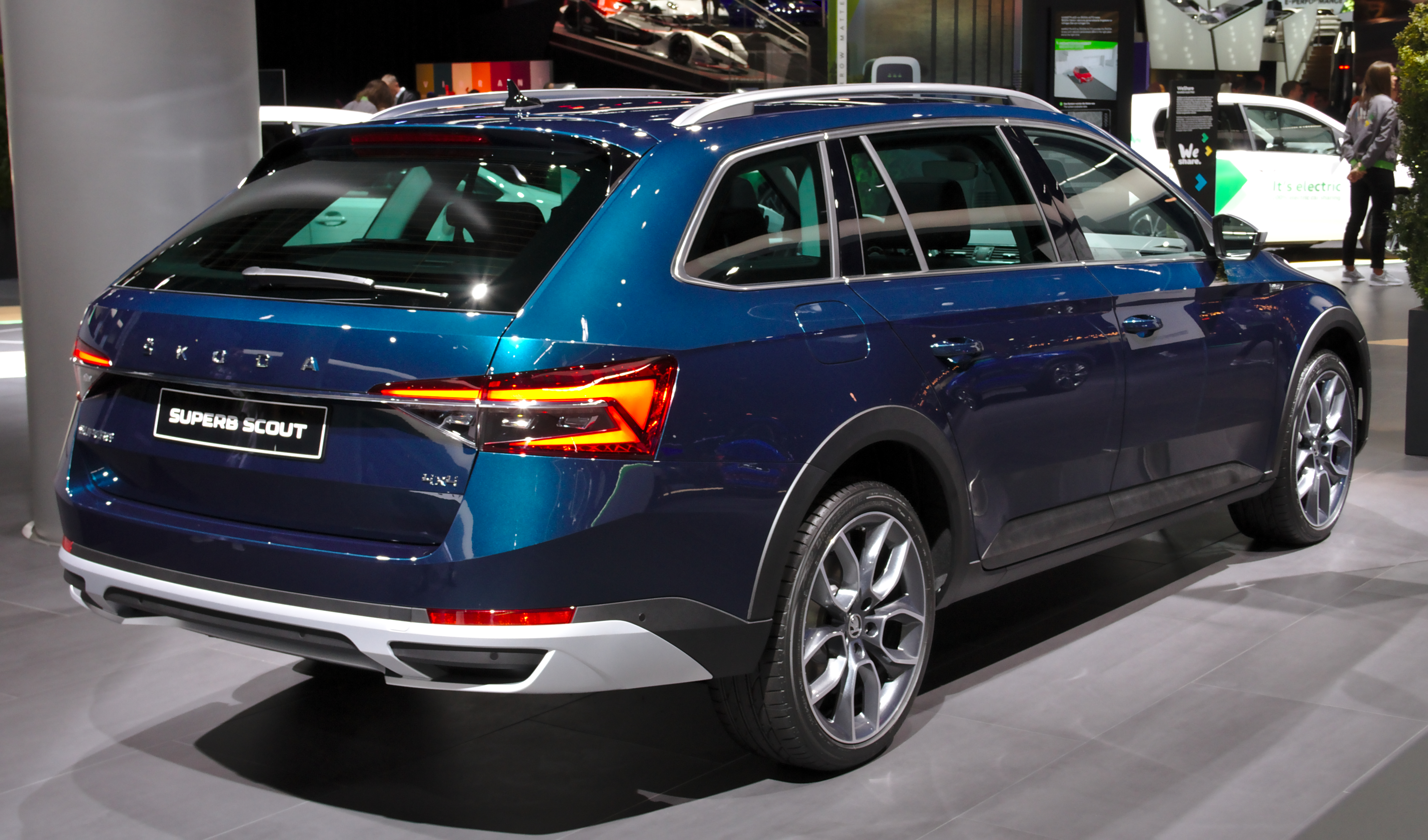
Škoda Superb Scout

Základní cena (bez příplatkové výbavy) je stanovena v rozmezí 640 900 – 874 900 Kč. K mání jsou čtyři stupně výbavy. 
Jako součást příplatkové výbavy lze v nižších verzích přikoupit většinu výbavy vyšších verzí.
Poprvé v nabídce automobilky zde můžeme najít příplatkovou výbavu jako jsou zesílená akustická okna, sedadlo řidiče s masážní funkcí, sledování mrtvého úhlu apod. 
Škoda Superb ve výbavovém stupni Laurin & Klement s motorem 2.0 TSI 206 kW s veškerou příplatkovou výbavou má k 19. listopadu 2017 cenovku 1 342 600 Kč.
| Active | Ambition | Style | Laurin & Klement | Sportline |
| --- | --- | --- | --- | --- |
| - 16" kola z lehké slitiny - Elektronická parkovací brzda - Dvouzónová klimatizace - Parkovací senzory vzadu - Tempomat a Speedlimiter - Sedm airbagů - Zadní LED svítilny - Rádio Swing - Osm reproduktorů | - 17" kola z lehké slitiny - Adaptivní bi-xenonové světlomety - Elektricky nastavitelné sedadlo řidiče - Elektricky sklopná zpětná zrcátka - Výsuvné ostřikovače světlometů - Pokročilejší rádio Bolero | - 18" kola z lehké slitiny - Vyhřívání předních i zadních sedadel - Elektricky nastavitelné sedadlo spolujezdce - Barevný informační displej v přístrojovém štítu - Parkovací senzory vpředu i vzadu - Bezklíčové zamykání KESSY - Elektricky ovládáné víko kufru - Dvanáct reproduktorů, Sound System Canton | - Exkluzivní 18" kola Pegasus Anthracite - Kožený interiér s ambientním LED osvětlením - Adaptivní tempomat - Dynamický podvozek s adaptivními tlumiči - Vyhřívané čelní sklo - Tmavá zadní skla se zatmívací roletou - Parkovací asistent, zadní parkovací kamera - Navigace Amundsen | - Sportovní podvozek snížený o 15 milimetrů - Černé dekorativní prvky - Prahové lišty - 18" či 19" kola z lehké slitiny Zenith - Hliníkové pedály a dekorační prvky se vzhledem karbonových vláken - Kůží potažený tříramenný sportovní volant a hlavice řadicí páky - Sportovní sedačky |

### Hodnocení
Superb získal ve všech zahraničních testech velmi pozitivní recenze. Britský magazín Telegraph ohodnotil nový Superb celkovým hodnocením 9/10, Autocar 4/5, Top Gear 8/10, Auto Express 5/5 a v německém časopise Auto Bild obdržel 588 bodů. Superb v testech porazil své soupeře Mercedes-Benz třídy E (E220 CDI) a Volkswagen Passat 2.0 TDI.
Superb se také stal Autem roku 2016 v České republice a v Makedonii.
Také se stal finalistou soutěže Světové auto roku 2016, nejlepším vozem roku 2016 v kategoriích compact executive car a estate car na What Car? (největší britský internetový server pro nákup automobilů) a rodinným autem roku 2016 v britském magazínu Auto Express.

### Motorizace
Od září 2016 již nejsou v nabídce nejslabší motory 1.4 TSI (92 kW) a 1.6 TDI (88 kW). Základní pohonné jednotky tedy začínají na 110 kW.
Technické údaje motorizací:
| Benzinové motory | Benzinové motory       | Benzinové motory        | Benzinové motory    | Benzinové motory     | Benzinové motory |
| Model            | Motor                  | Max. výkon              | Točivý moment       | Max. rychlost (km/h) | 0–100 km/h       |
| ---------------- | ---------------------- | ----------------------- | ------------------- | -------------------- | ---------------- |
| 1.4 TSI          | 1 395 cc (85,1 cu in)  | 125 PS (92 kW; 123 hp)  | 200 N·m (148 lb·ft) | 215                  | 9,9 s            |
| 1.4 TSI          | 1 395 cc (85,1 cu in)  | 150 PS (110 kW; 148 hp) | 250 N·m (184 lb·ft) | 220                  | 8,6 s            |
| 1.4 TSI 4x4      | 1 395 cc (85,1 cu in)  | 150 PS (110 kW; 148 hp) | 250 N·m (184 lb·ft) | 215                  | 9,0 s            |
| 1.8 TSI          | 1 798 cc (109,7 cu in) | 180 PS (132 kW; 178 hp) | 320 N·m (236 lb·ft) | 232                  | 8,0 s            |
| 2.0 TSI          | 1 984 cc (121,1 cu in) | 220 PS (162 kW; 217 hp) | 350 N·m (258 lb·ft) | 245                  | 7,0 s            |
| 2.0 TSI 4x4      | 1 984 cc (121,1 cu in) | 280 PS (206 kW; 276 hp) | 350 N·m (258 lb·ft) | 250                  | 5,8 s            |
| Dieselové motory |                        |                         |                     |                      |                  |
| Model            | Motor                  | Max. výkon              | Točivý moment       | Max. rychlost (km/h) | 0–100 km/h       |
| 1.6 TDI          | 1 598 cc (97,5 cu in)  | 120 PS (88 kW; 118 hp)  | 250 N·m (184 lb·ft) | 206                  | 10,9 s           |
| 2.0 TDI (4x4)    | 1 968 cc (120,1 cu in) | 150 PS (110 kW; 148 hp) | 340 N·m (251 lb·ft) | 220 (215)            | 8,8 s (9,0 s)    |
| 2.0 TDI (4x4)    | 1 968 cc (120,1 cu in) | 190 PS (140 kW; 187 hp) | 400 N·m (295 lb·ft) | 237 (230)            | 8,0 s (7,6 s)    |

### Facelift

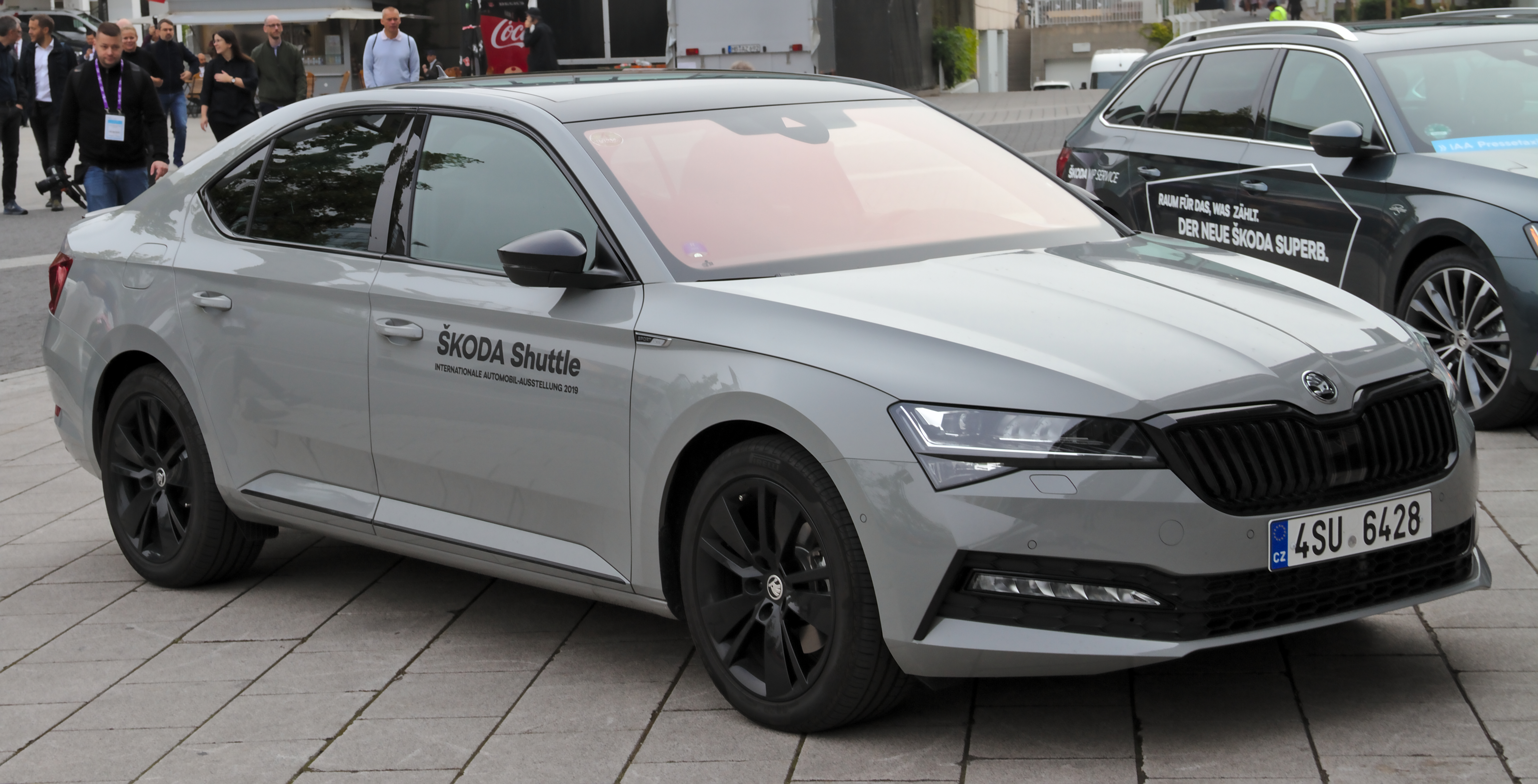
Škoda Superb třetí generace (facelift)

Facelift třetí generace Škody Superb byl představen v květnu roku 2019 v rámci 83. mistrovství světa v ledním hokeji, jehož je automobilka sponzorem. Mezi největší vizuální změnu patří nápis Škoda umístěný na zádi místo loga. Modernizovaný Superb také nově za příplatek nabízí full-LED Matrix světlomety, bezdrátové nabíjení telefonů či nový adaptivní tempomat, který sám upravuje rychlost dle limitů nebo dle zatáček.
Modernizace přinesla též plug-in hybridní technologii, kterou Škoda převzala od Volkswagenu Passat GTE. Vůz tak kombinuje benzinový motor 1.4 TSI a elektromotor o výkonu 85 kW. Baterie má kapacitu 13 kWh a umožňuje dojezd čistě na elektriku až 55 km. Hybridní Superb se bude prodávat pod označením Škoda Superb iV. Jeho výroba bude probíhat v továrně v Kvasinách a začne na podzim roku 2019.

### motorizace po faceliftu (březen 2022)
| Motor   | Objem     | Výkon  | Točivý moment                 | Spotřeba | Převodovka | Max. rychlost | 0-100 km/h |
| ------- | --------- | ------ | ----------------------------- | -------- | ---------- | ------------- | ---------- |
| 1,5 TSI | 1 498 cm³ | 110 kW | 250 Nm při 1500-3500 ot./min. | 6,0l     | 6°man      | 223 km/h      | 9,0s       |
| 1,5 TSI | 1 498 cm³ | 110 kW | 250 Nm při 1500-3500 ot./min. | 6,2l     | 7°DSG      | 222 km/h      | 9,2s       |
| 2,0TSI  | 1 984 cm³ | 140 kW | 320 Nm při 1500-4100 ot./min. | 6,7l     | 7°DSG      | 242 km/h      | 7,7s       |
| 2,0TSI  | 1 984 cm³ | 200 kW | 400 Nm při 2000-4900 ot./min. | 8,2l     | 7°DSG 4X4  | 250 km/h      |            |

Naftové motory
| Motor   | Objem     | Výkon  | Točivý moment                 | Spotřeba | Převodovka | Max. rychlost | 0-100 km/h |
| ------- | --------- | ------ | ----------------------------- | -------- | ---------- | ------------- | ---------- |
| 2,0 TDI | 1 968 cm³ | 110 kW | 340 Nm při 1600-3000 ot./min. | 4,7l     | 6°man      | 224 km/h      | 9,1s       |
| 2,0 TDI | 1 968 cm³ | 110 kW | 360 Nm při 1600-2750 ot./min. | 4,8l     | 7°DSG      | 223 km/h      | 9,1s       |
| 2,0 TDI | 1 968 cm³ | 147 kW | 400 Nm při 1750-3500 ot./min. | 5,3l     | 7°DSG      | 244 km/h      | 7,9s       |
| 2,0 TDI | 1 968 cm³ | 147 kW | 400 Nm při 1750-3500 ot./min. | 5,9l     | 7°DSG 4X4  | 239 km/h      | 7,2s       |

## Čtvrtá generace (2023)

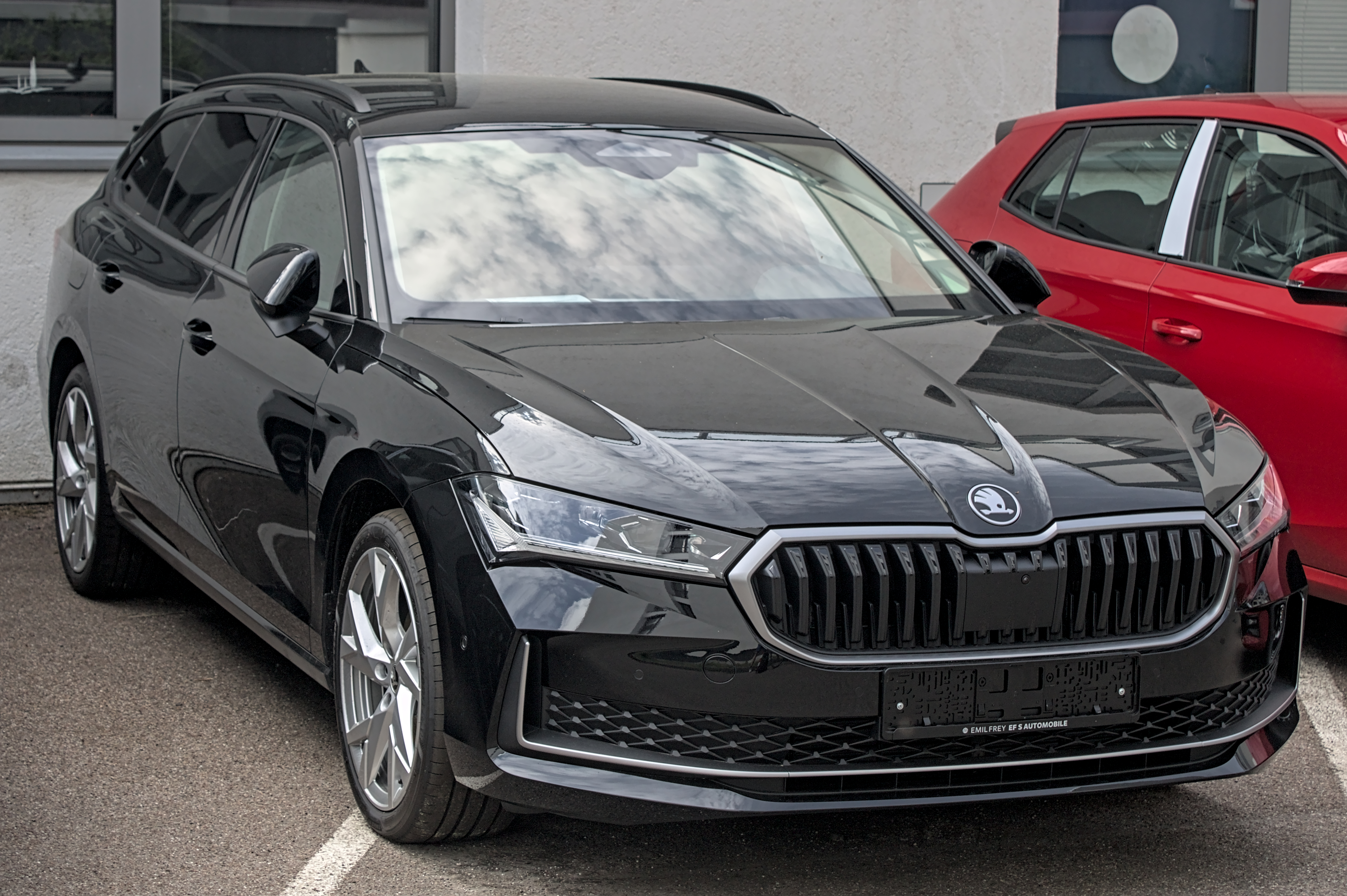
Škoda Superb čtvrté generace

Na podzim roku 2023 byla představena čtvrtá generace. Vyrábí se jako liftback a kombi.